# Feuerwehr Dortmund
Die Feuerwehr Dortmund besteht aus einer Berufsfeuerwehr und einer Freiwilligen Feuerwehr. Sie wird als Stadtamt 37 von dem Direktor der Feuerwehr, Dirk Aschenbrenner, geführt.

## Geschichte der Feuerwehr Dortmund

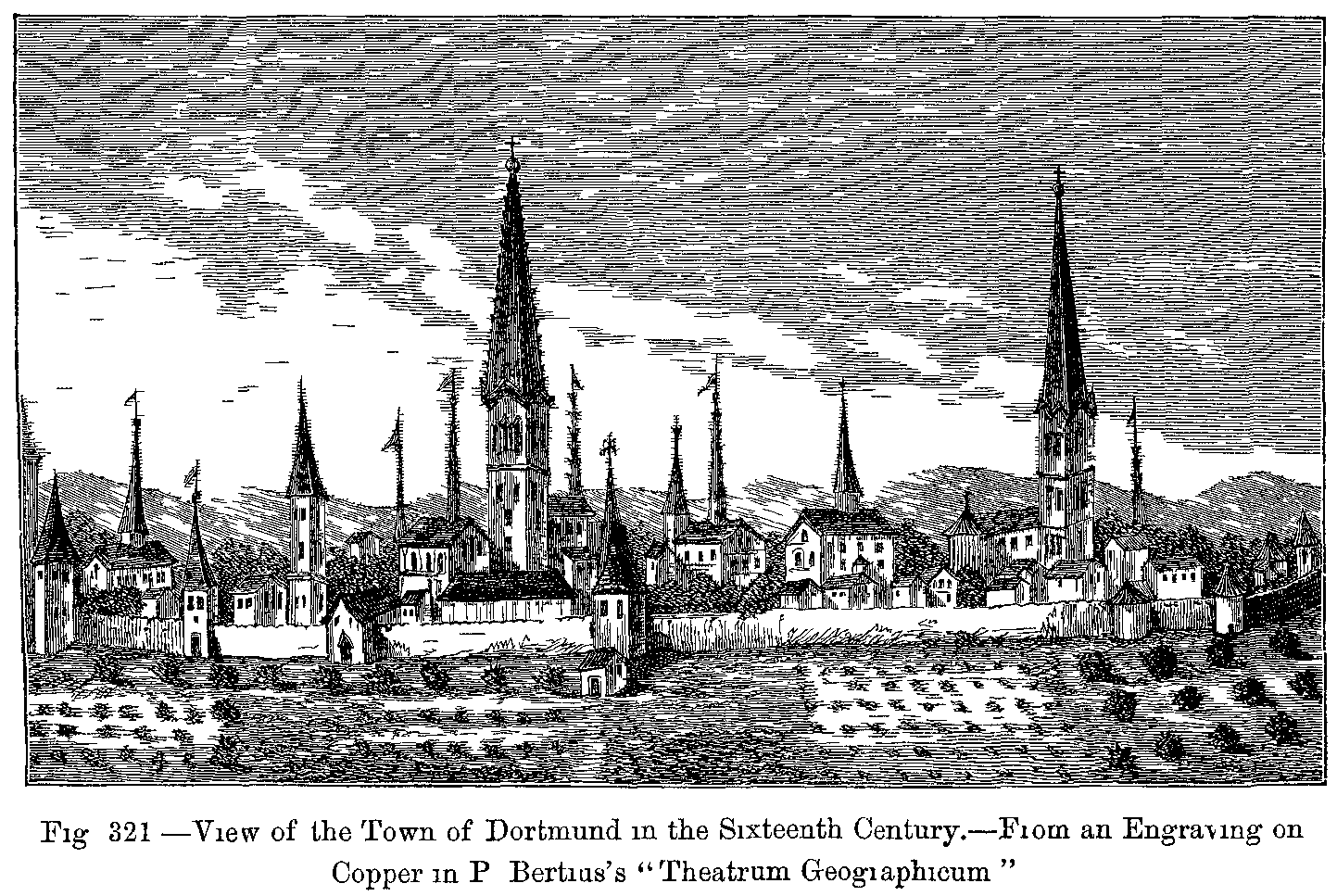
Stadtansicht auf einem Kupferstich aus dem 16. Jahrhundert

### Vom Mittelalter bis zur Gründung der Berufsfeuerwehr
Im Jahr 1297 entstand die vermutlich erste Feuerschutzverordnung für die Bürger der Stadt Dortmund. Aus dem Jahr 1659 stammt die vermutlich erste amtliche Feuer- und Brandordnung. Ab 1700 waren die Bürger der Stadt per Verordnung angehalten, im Falle eines Brandes Hand anzulegen. Dies führte zur Gründung einer Freiwilligen Feuerwehr. Im Jahr 1717 wurden am 5. Oktober die Maßnahmen zum Feuerschutz und Brandbekämpfung erweitert und neu formuliert.
Am 25. Januar 1802 wurde unter Zustimmung des Magistrats der Stadt die erste Freiwillige Feuerwehr gegründet. Die erste Feuerspritze der Freiwilligen Feuerwehr war in einem Anbau des Rathauses untergebracht. 1876 teilte sich die bisherige Freiwillige Feuerwehr in eine Freiwillige Bürgerfeuerwehr und die bisherige Freiwillige Feuerwehr auf. Beide stellten den Brandschutz der Stadt sicher. Seit 1890 befand sich Dortmund durch Industrialisierung und Bergbau in einem starken Aufschwung und Wachstum, dem die Freiwillige Bürgerfeuerwehr nicht mithalten konnte. Als Konsequenz beschloss der Magistrat, eine Berufsfeuerwehr einzurichten.

### 20. Jahrhundert
Der bisherige Brandmeister der Feuerwehr Hamburg, Johannes Schänker wurde am 5. August 1901 durch einen Beschluss des Stadtrates zum ersten Brandmeister der Stadt Dortmund ernannt. Er trat am 1. Oktober seinen Dienst an und markierte damit auch die Geburtsstunde der Berufsfeuerwehr Dortmund.
Die erste Feuerwache befand sich in der Silberstraße 27. Schänker befehligte einen Löschzug, bestehend aus einem Führer, einem Oberfeuerwehrmann und zehn Feuerwehrmännern. Er behielt diese Brandwache zunächst bei, stellte jedoch zusätzlich einen Organisationsplan auf, der auf erheblichen Widerstand in den Kommissionen der Bürgerschaft traf. Schänker schaffte es durch geschicktes Auftreten, die Freiwilligen Feuerwehren und die Berufsfeuerwehr zu einigen. Er konnte dabei auf Erfahrungen aus seiner Zeit bei der Feuerwehr Berlin und der Feuerwehr Hamburg zurückgreifen. Schließlich konnte er die Verantwortlichen der Stadt von seinen Plänen überzeugen. Kurz darauf erlangte er auch das Vertrauen der Bürgerschaft und konnte eine Reorganisation der Dortmunder Feuerwehr erreichen. Bis zum Jahr 1903 wurde der Personalbestand auf einen Offizier, einen Feldwebel, sechs Oberfeuerwehrmänner und 30 Feuerwehrmänner und der Tierbestand auf sechs Pferde erhöht. Die Mannschaft wurde in das Beamtenverhältnis überführt und die Gehaltsverhältnisse wurden ebenso wie die Ausrüstung und die Uniformierung geregelt. Es wurden eine Gasspritze, eine mechanische Leiter und eine Dampfspritze beschafft. Das Wachgebäude wurde um Remise, Schlauchturm und Wäschekammer erweitert. Das Feuermeldesystem und das Meldernetz wurden verbessert. Im Februar 1903 wurde das letzte Neufahrzeug geliefert und der erste komplette Löschzug in Dienst gestellt.
Am 9. Juli 1903 übernahm die Feuerwehr den ersten mit Pferden bespannten Krankenwagen und löste die bis dahin mit dem Krankentransport beauftragte Polizeiverwaltung ab. Ein Jahr später wurde der zweite Krankenwagen in Dienst gestellt. Die Freiwillige Bürgerfeuerwehr löste sich am 31. März 1909 auf, an ihre Stelle trat eine professionelle Reserve-Feuerwehr mit vier Abteilungen. Von Angehörigen der Dortmunder Feuerwehr ging 1909 maßgeblich die Gründung des Verbandes Deutscher Berufsfeuerwehrmänner aus. Durch den Ausbau des Hafengebietes entstanden zunächst recht primitive Feuerwehrhäuser in der Stahlwerkstraße und in der Speicherstraße. Im Jahr 1912 wurde beschlossen, den Benzinautomobilbetrieb einzuführen.
Die Planung und der Aufbau der Nordwache wurden im Jahr 1918 begonnen, ihr Bau dauerte vier Jahre. Im Jahr 1928 wurde eine ehemalige Molkerei und Kohlenhandlung in Brackel zur Feuerwache 3 umgebaut. Im Jahr 1929 wurde die Feuerwache in Hörde (Südwache) übernommen. Im Jahr 1930 konnte die Feuerwache 3 (Ostwache) bezogen werden. Damit gab es vier Feuerwachen in Dortmund, die Hauptwache, die Nordwache, die Ostwache und die Südwache.
Im Jahr 1931 wurde das erste Feuerlöschboot in Dienst gestellt. Es hatte Pontonform und wurde von einem Außenbordmotor angetrieben, 1942 wurde es durch einen neuen Bootstyp ersetzt.
Die Lage der Feuerwehrmänner verschlechterte sich mit Beginn des Nationalsozialismus. Die erst 1930 gegründete Gewerkschaft wurde verboten und die Feuerwehr auf den kommenden Krieg ausgerichtet. Am 15. Dezember 1933 wurde die Berufsfeuerwehr auf Befehl Adolf Hitlers zur Feuerlöschpolizei umgewandelt und mit der zusätzlichen Aufgabe, eine Luftschutzorganisation aufzubauen, beauftragt. Die Personalstärke betrug 1936 ca. 200 Mann. Am 18. November 1937 wurde im Westen der Stadt eine neue Feuerwache in Betrieb genommen. 1938 wurde die Berufsfeuerwehr in eine Feuerschutzpolizei umgewandelt und damit Teil der Ordnungspolizei. Am 1. September 1939 folgte die Kasernierung der Berufsfeuerwehr mit der Bekanntgabe der Mobilmachung. Am 24. Oktober wurde die Freiwillige Feuerwehr aufgelöst und in eine Hilfspolizeitruppe umgewandelt. Zu der Zeit gab es fünf Feuerwachen und einen Hafenstützpunkt.
Die Anforderungen an die Feuerwehr stiegen während des Zweiten Weltkrieges immer weiter an. Die Stadt wurde durch Bombenangriffe der Alliierten erheblich zerstört. Am 23. Mai 1944 wurde die Südwache in Hörde völlig zerstört, auch die Fahrzeuge wurden unbrauchbar. Es begann eine behelfsmäßige Unterbringung im Goy-Stadion, die länger andauern sollte. Am 6. Oktober waren alle fünf Feuerwachen den Luftangriffen zum Opfer gefallen.
Die Dortmunder Feuerwehr half aber auch nach dem Angriff vom 8. April 1945 in Halberstadt.
Ab dem Kriegsende unterstützten die Alliierten die Reorganisation der Feuerwehr Dortmund. Die Feuerwehr wurde wieder eine städtische Einrichtung und die Feuerschutzpolizei aufgelöst. Die Feuerwachen mussten wieder aufgebaut und die Einsatzfähigkeit wiederhergestellt werden. Dazu bedurfte es insbesondere neuer Ausrüstung. Das Meldesystem wurde ausgebaut, Nebenmelder, Temperaturmelder, Feuermelder und Privatmelder sollten einen schnellen Eingriff gewährleisten.
Bei der Feuerwehr Dortmund wurde 1952 der Einsatz von Funkgeräten eingeführt. Im selben Jahr wurde der erste Atemschutz- und Wasserrettungswagen in Dienst genommen. Im Jahr 1960 konnte die Feuerwache 4 in Hörde das Provisorium am Goy-Stadion verlassen. Die neue Wache in Wellinghofen wurde die erste neu aufgebaute Feuerwache nach dem Krieg. Auf Grund der geänderten politischen Lage in der Welt wurde 1962 der erste Katastrophenabwehrplan für Dortmund entwickelt. Darüber hinaus wurde eine Einheit gegründet, die als Feuerlöschbereitschaft dem Katastrophenschutzdienst für die Fernhilfe dient. Die Berufsfeuerwehr Dortmund stellt Personal und Fahrzeugen für den Katastrophenstab Nord des Regierungsbezirks Arnsberg.
Im Jahr 1971 wurde an der Feuerwache 2 eine Atemschutzübungsanlage in Dienst genommen. Ein Erlass des Innenministers machte es notwendig, für jede Feuerwache einen Rettungswagen zu beschaffen. Die Feuerwachen 1 und 9 entstanden im Jahr 1972 an ihren heutigen Standorten und konnten im Jahr 1975 in Dienst genommen werden. Der Bau der U-Bahn machte den Umzug der Feuerwache 2 notwendig. Die neue Wache ist so konstruiert, dass sie abgebaut und an einem anderen Ort neu aufgebaut werden kann. Dabei wurde erstmals auf Rutschstangen in einer Feuerwache verzichtet. Am 8. Februar 1979 wurde die Feuer- und Rettungswache 2 übergeben.
Die neugebaute Feuerwache 5 in Marten konnte im Jahr 1984 bezogen werden. Im Jahr 1987 wurde das noch heute eingesetzte Löschboot beschafft. Zwischen 1987 und 1990 wurde auf den Feuer- und Rettungswachen 3, 4, 5 und 9 eine neue Generation Löschgruppenfahrzeuge, das Löschgruppenfahrzeug 24 (LF 24), in Dienst gestellt. Die LF 24 versahen bis ins 21. Jahrhundert zuverlässig ihren Dienst und sind noch heute, bei anderen Feuerwehren in Deutschland, im Dienst.
Am 6. Juni 1996 ereignete sich ein tragischer Hubschrauberabsturz über einem Waldstück bei Löttringhausen in der Nähe der A 45. Dabei fanden 13 Menschen den Tod, nur ein Mann konnte gerettet werden. Sechs Teilnehmer des Hubschrauberrundfluges hatten diesen auf der Messe YOU gewonnen. Die Feuerwehr übernahm den Verletzten, der von Ersthelfern gerettet wurde und löschte den entstandenen Brand. Die Schnelleinsatzgruppen vom Deutschen Roten Kreuz und Johanniter-Unfall-Hilfe wurden zur Betreuung der Angehörigen und von im Stau stehenden Autofahrern eingesetzt.
Im April 1997 wurde der Branddirektor Klaus Schäfer neuer Leiter der Feuerwehr Dortmund. Von Feuerwehrmännern der Feuerwache 3 wurde die Rettungsmulde Dortmund entwickelt. Diese gehört heute zur Standardbeladung der Einsatzfahrzeuge und ist Teil eines neuen Rettungskonzeptes. Neben dem Erfolg mit ihrer Rettungsmulde konnten die Feuerwehrmänner der Feuerwache 3, aber auch der Feuerwache 6 neue Einsatzpunkte mit entsprechenden Wachbezirken in Neuasseln und Alt-Scharnhorst beziehen. Beide sind baugleich.
Klaus Schäfer wurde nach seinem Ausscheiden Leiter des Instituts für Feuerwehrtechnologie. Nach der Teilnahme an einer Neonazi-Demo am Vorabend des 1. Mai 2010 wurde Schäfer mit sofortiger Wirkung suspendiert.

### 21. Jahrhundert

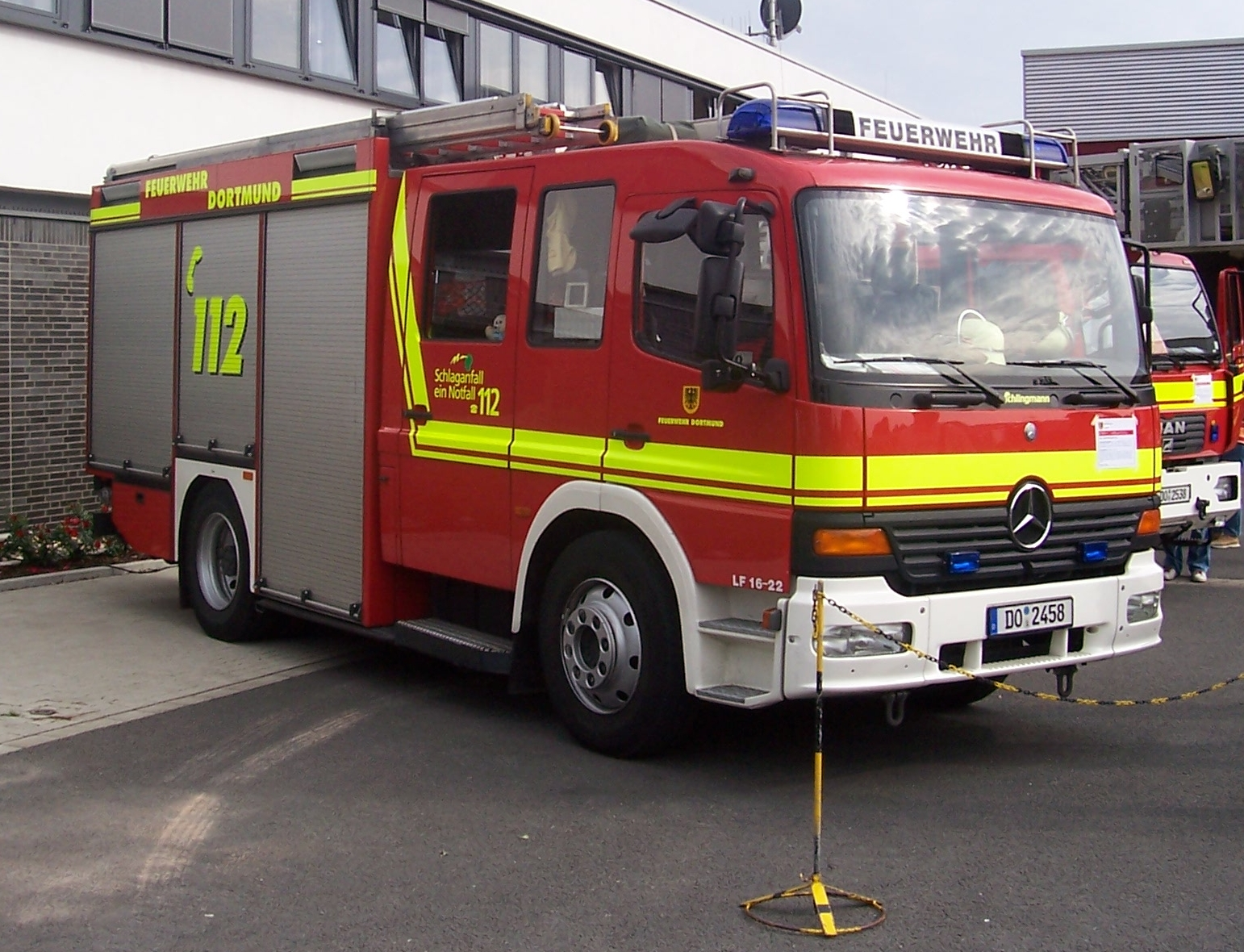
Löschfahrzeug

Im Jahr 2002 nahm die Feuerwehr Dortmund eine ganze Reihe neuer Einsatzfahrzeuge in Dienst. Die bisher bei der Berufsfeuerwehr in Dienst befindlichen Löschgruppenfahrzeuge 16/12 (LF 16/12), Löschgruppenfahrzeuge 24 (LF 24) und Tanklöschfahrzeuge 16/25 (TLF 16/25) wurden an die Freiwillige Feuerwehr weitergegeben, die LF 24 teilweise ausgemustert oder in der Feuerwehrschule weitergenutzt. An ihre Stelle traten neue einheitliche Hilfeleistungslöschfahrzeuge nach Norm des LF 16/12, sie entsprachen aber einem heutigen HLF 20/16. Sie verfügten über einen fest eingebauten Stromerzeuger, einen 1600-Liter-Wassertank, einen Hilfeleistungssatz, ein Sprungpolster, einen Lichtmast, eine fahrbare Einmann-Haspel, eine Rettungsmulde Dortmund und Hohlstrahlrohre. Es wurden gleich 13 HLF auf einmal beschafft, später folgten noch einmal drei weitere HLF.

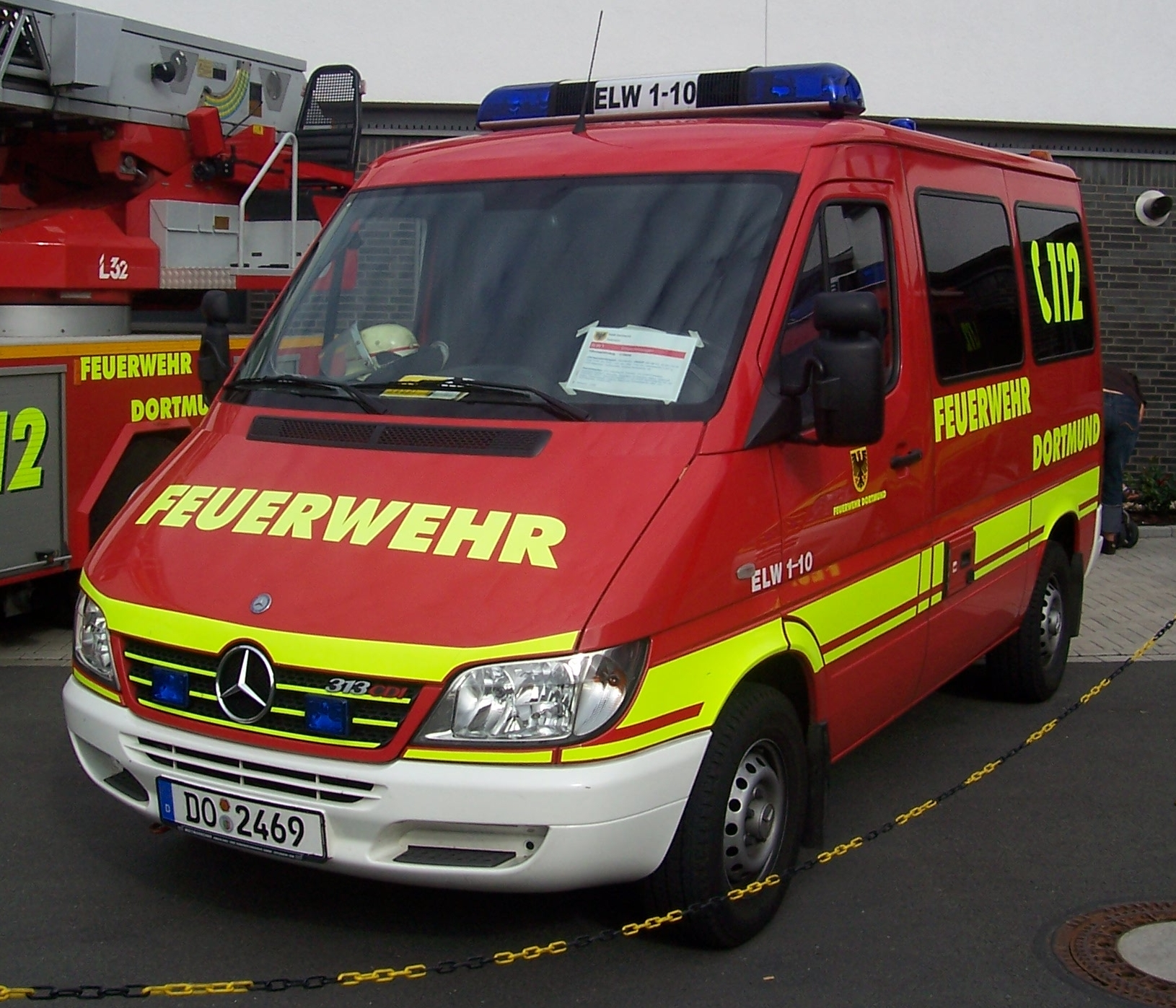
Einsatzleitwagen

Ein Jahr später wurde eine weitere neue Fahrzeuggeneration in Dienst gestellt. Es wurden insgesamt 15 Einsatzleitwagen (ELW) der Klasse ELW 1 beschafft. Davon werden elf als ELW 1 bezeichnet, diese werden für den C-Dienst und den U-Dienst eingesetzt. Vier weitere ELW werden vom B-Dienst, A-Dienst und dem Rettungsdienst (für OrgL/LNA) besetzt, diese werden als ELW 2 bezeichnet, ein Fahrzeug dient als Reserve. Mit der Indienstnahme der ELW wurde auch das C-Dienst-Konzept eingeführt. Zusammen mit diesem neuen Löschzugkonzept und Führungskonzept, gab es auch eine Überarbeitung der Funktions- und Qualifikationskennzeichnung an der Einsatzstelle. wichtige Einsatzfunktionen sind durch bestimmte Westenfarben an der Einsatzstelle zu erkennen.
Auch die Atemschutzüberwachung wurde in diesem Zug überarbeitet und mit einer neuen Funktionskennzeichnung versehen. In Dortmund kann man nun den Atemschutzcontroller (Atemschutzüberwacher) an einer rot-weiß karierten Weste erkennen.
Zusätzlich wurden noch sieben baugleiche DLK 23-12 in Dienst gestellt. Alle DLK sind von Metz auf einem MAN-Fahrgestell aufgebaut. Bis auf den Grundschutz der Wache 5 sind alle Löschzüge der Berufsfeuerwehr mit den gleichen Fahrzeugen ausgerüstet. Der Grundschutz der Wache 5 hat eine andere DLK und zwar einen Magirus-Aufbau auf einem Fahrgestell von Mercedes-Benz. Im Grundschutz der Wache 5 wurde eine Zeit lang ein kleiner Teleskopmast mit den Ausmaßen einer DLK eingesetzt, um zu testen, ob der Teleskopmast langfristig eine DLK ersetzen kann.
Im Jahr 2006 wurde ein ELW 3 auf Basis eines MAN-Sattelschleppers mit zweiachsigem Auflieger beschafft. Der Ausbau eines der größten ELW in Deutschland wurde durch die Firma Binz durchgeführt. Im gleichen Jahr wurde ein Teleskopmast (TM 54) auf Basis eines Mercedes-Benz Actros in Dienst gestellt. Mit 54 Meter Rettungshöhe verfügt die Feuerwehr Dortmund über das Hubrettungsfahrzeug mit der höchsten Rettungshöhe einer öffentlichen Feuerwehr in Deutschland.
Einen der größten Nachkriegseinsätze hatte die Feuerwehr Dortmund durch den Orkan Kyrill am 18. Januar 2007. Dabei war nicht nur ein großer Einsatz zu bewältigen, sondern auch viele kleine über das gesamte Stadtgebiet verteilte Einsätze. Zwischen dem 18. Januar und dem 19. Januar um 09:00 Uhr wurden 1.355 Einsätze bewältigt. Dies führte dazu, dass am 18. Januar um ca. 16:00 Uhr der Großschadensfall ausgerufen wurde und der Krisenstab, ebenso wie die Führungsgruppe der Feuerwehr Dortmund, seine Arbeit aufnahm. Neben 273 Kräften der Berufsfeuerwehr (die normale Tagesstärke besteht aus 145 Kräften, die übrigen Mitarbeiter wurden alarmiert) und ca. 350 Kräften der Freiwilligen Feuerwehr wurden auch Einheiten vom Technischen Hilfswerk (88 Helfer), der Bundeswehr (86 Soldaten) und dem Tiefbauamt (150 Mitarbeiter) eingesetzt. Letzte sturmbedingte Einsätze wurden noch am Sonntag, dem 21. Januar, durchgeführt.
Am 10. Oktober 2007 wurde ein neues Einsatzfahrzeug für die Freiwillige Feuerwehr vorgestellt, es handelt sich dabei um ein Löschfahrzeug-Logistik (LFL). Es ist als Ersatz für die vom Bund zur Verfügung gestellten LF 16-TS vorgesehen und auf Basis des GW-Logistik geplant worden, 2007 wurden sechs Fahrzeuge in Dienst gestellt werden, 2008 folgten weitere. Die Löschfahrzeuge-Logistik sind nur für Einheiten der Freiwilligen Feuerwehr mit Sonderaufgaben wie Dekontamination und Löschwasserversorgung und Verpflegung vorgesehen, die anderen Einheiten der Freiwilligen Feuerwehr ohne diese Sonderaufgaben werden in Zukunft ein HLF 20/16 als Ersatz für die LF 16-TS erhalten.
Die LF- L wurden verteilt auf die Löschzüge 11, 18, 23, 24 (jeweils LFL-Dekon), 16 (Verpflegung) und 17 und 20 (jeweils LFL-Schlauch). Die Fahrzeuge haben die Funkkennung 49 erhalten, Bsp. Florian Dortmund xx-49-01. Im Rahmen der Umstellung auf den Digitalfunk laufen die Fahrzeuge jetzt als xx-LFL-01.
Im Jahr 2007 wurden sechs weitere Löschfahrzeuge-Logistik angeschafft, vier für die Löschzüge mit Sonderaufgabe Dekontamination, Löschzug 11 und 18 Dekontamination-Verletzte (Dekon-V) und Löschzug 23 und 24 Dekontamination Geräte (Dekon-G), Löschzug 16 Einsatzverpflegung, das sechste Fahrzeug ist in einer Version ohne Pumpe und Wassertank dafür mit Gelände-Fahrgestell für die Sondereinheit Führung/Funk vorgesehen.
Am 18. Mai 2009 wurde Dirk Aschenbrenner zum neuen Leiter der Dortmunder Feuerwehr ernannt. Der Leitende Branddirektor ist damit der 9. Feuerwehrchef seit der Gründung der Dortmunder Berufsfeuerwehr im Jahre 1901.
Im Rahmen der Doku-Reihe „112: Feuerwehr im Einsatz“ des privaten Fernsehsenders DMAX, die erstmals am 17. Dezember 2017 ausgestrahlt wurde, wurden Berufsfeuerwehrmänner der Feuerwehr Dortmund bei ihrem Alltag und ihren Einsätzen begleitet. Dabei trugen einige Kräfte eine Body-Cam, um einen möglichst authentischen Eindruck zu vermitteln.

## Berufsfeuerwehr Dortmund

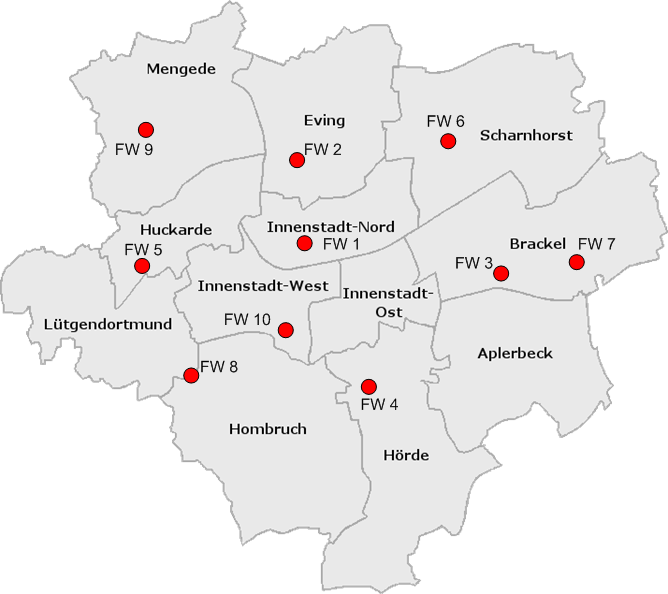
Verteilung der Feuerwachen im Stadtgebiet

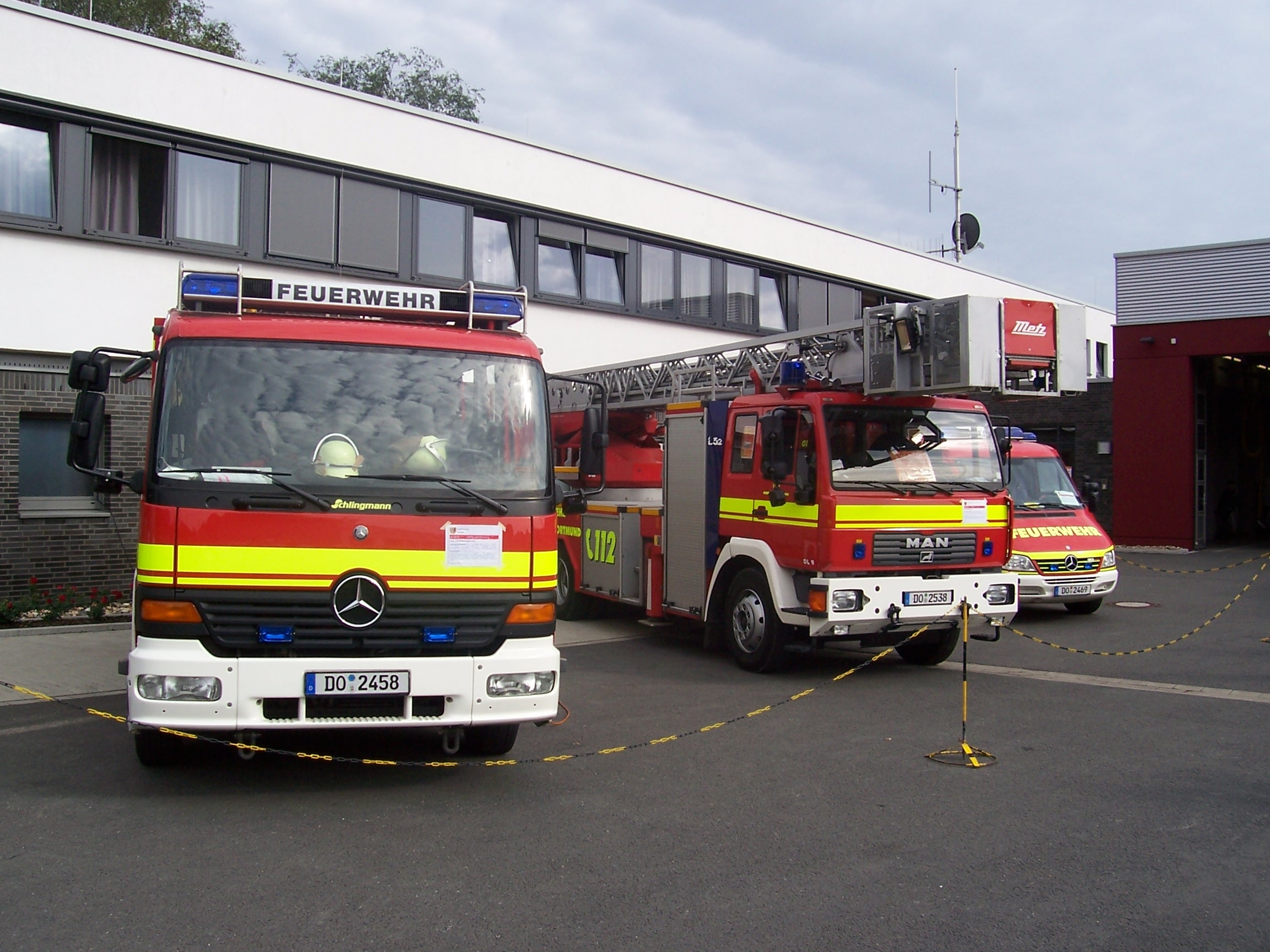
Grundschutz der Feuerwache 8

Die Berufsfeuerwehr Dortmund ist mit einer Personalstärke von ca. 970 Mann eine der größten Berufsfeuerwehren in Nordrhein-Westfalen. Sie gliedert sich in die sechs Abteilungen 37/1 (Verwaltung); 37/2 (Einsatzdienst); 37/3 (Technik); 37/4 (vorbeugender Brandschutz); 37/5 (Ausbildung) und 37/6 (Bevölkerungsschutz).
Derzeit beteiligt sich die Feuerwehr Dortmund an den verschiedenen Forschungsprojekten, welche sich mit der Verbesserung der Kommunikation und Information an der Einsatzstelle durch den Einsatz moderner IT-Technologien beschäftigen. Alle Forschungsprojekte der Feuerwehr Dortmund, werden durch das Institut für Feuerwehr- und Rettungstechnologie (IFR) koordiniert und durchgeführt.

### Dortmunder Löschzug
Ein Dortmunder Löschzug ist nach Empfehlung der AGBF (Arbeitsgemeinschaft der Leiter der Berufsfeuerwehren) mit 16 Funktionen (eine Funktion = ein Feuerwehrangehöriger) besetzt. Aus Risiko- und Kostengründen verfügt nicht jede Feuerwache der Berufsfeuerwehr über einen Löschzug. Nur die Nordwache (Feuerwache 2), die Hauptwache (Feuerwache 1) und die Südwache (Feuerwache 4) stellen einen vollständigen Löschzug (Nord-Süd-Achse der Stadt). Er besteht aus
- einem Einsatzleitwagen ELW 1 für Zugführer (C-Dienst) und Führungsgehilfen,
- zwei Hilfeleistungslöschfahrzeugen HLF 20/16 mit jeweils sechs Feuerwehrbeamten (Staffel),
- einer Drehleiter mit Korb 23-12 DLK 23/12 mit zwei Feuerwehrbeamten (Trupp).

Alle anderen Wachen stellen einen Grundschutz, bestehend aus einem Einsatzleitwagen 1, einem Hilfeleistungslöschfahrzeug und einer Drehleiter. Im Einsatz wird dieser Grundschutz mit einem Löschfahrzeug einer anderen Wache oder der Freiwilligen Feuerwehr verstärkt.

### Standorte
Zur Berufsfeuerwehr Dortmund gehören neun Feuer- und Rettungswachen, davon eine als Flughafenfeuerwehr. Zusätzlich gibt es einen Hafenstützpunkt mit dem Löschboot, der von der FW 2 aus im Einsatzfall besetzt wird und einen Notarztstandort am Klinikzentrum Nord.
- Feuer- und Rettungswache 1

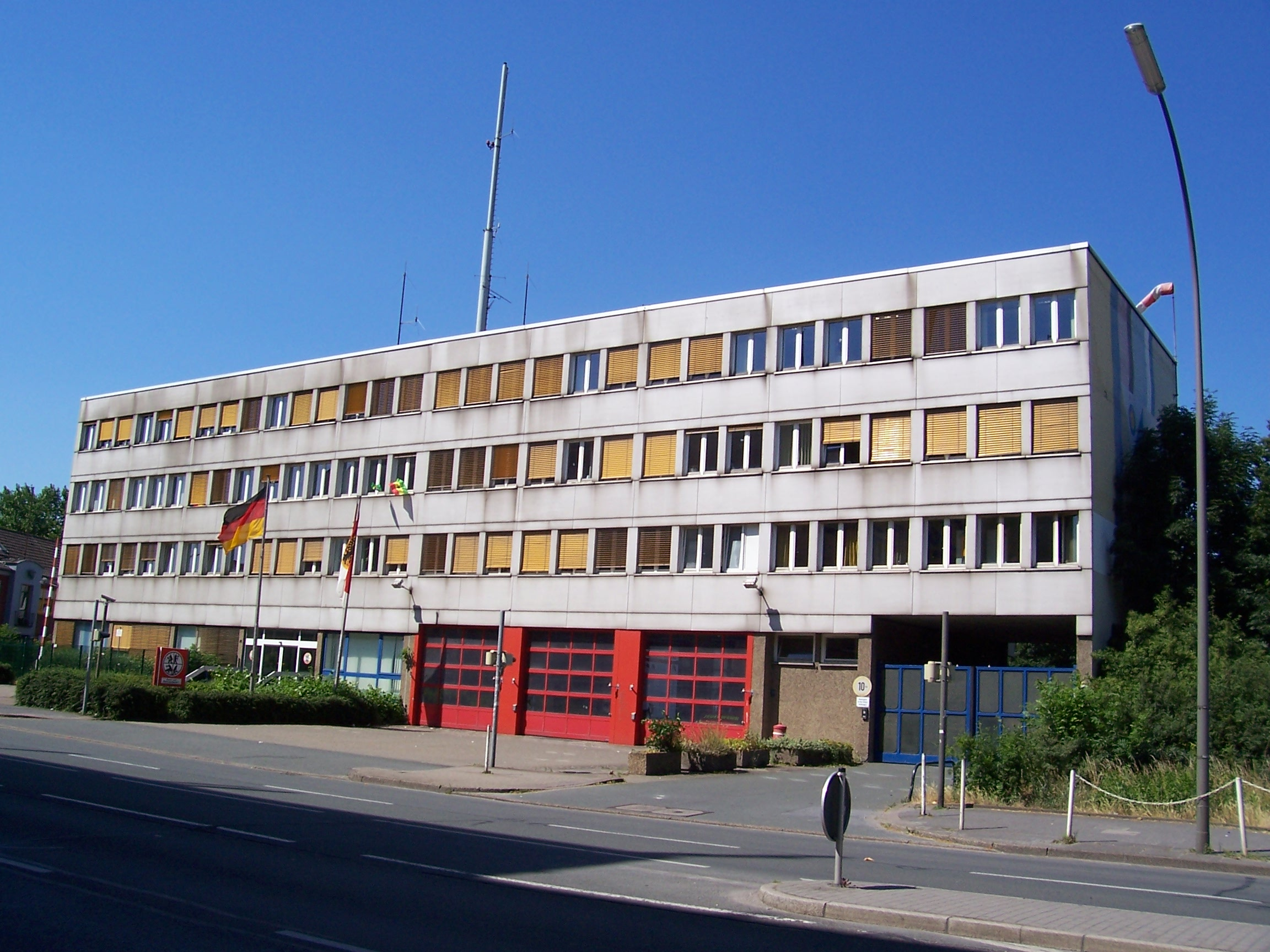
Alte Feuer- und Rettungswache 1

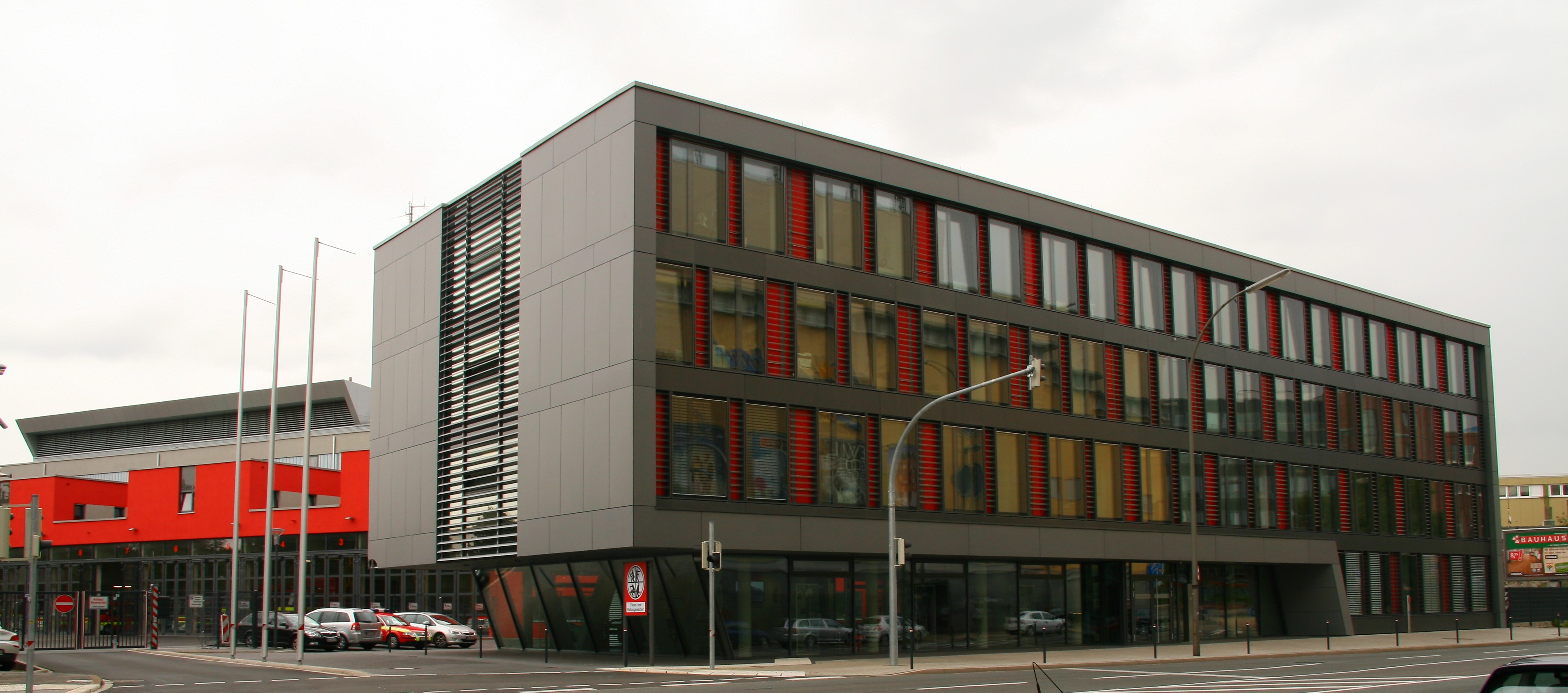
Neubau der Wache 1

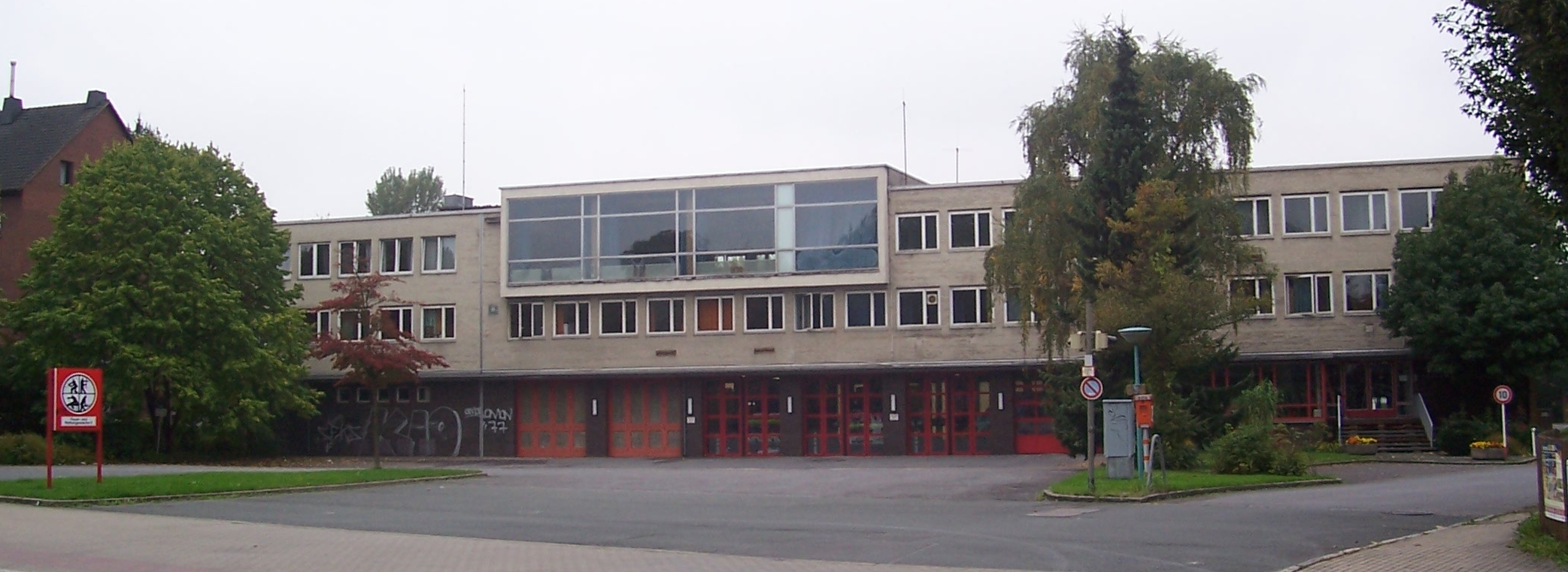
Die alte Feuer- und Rettungswache 4

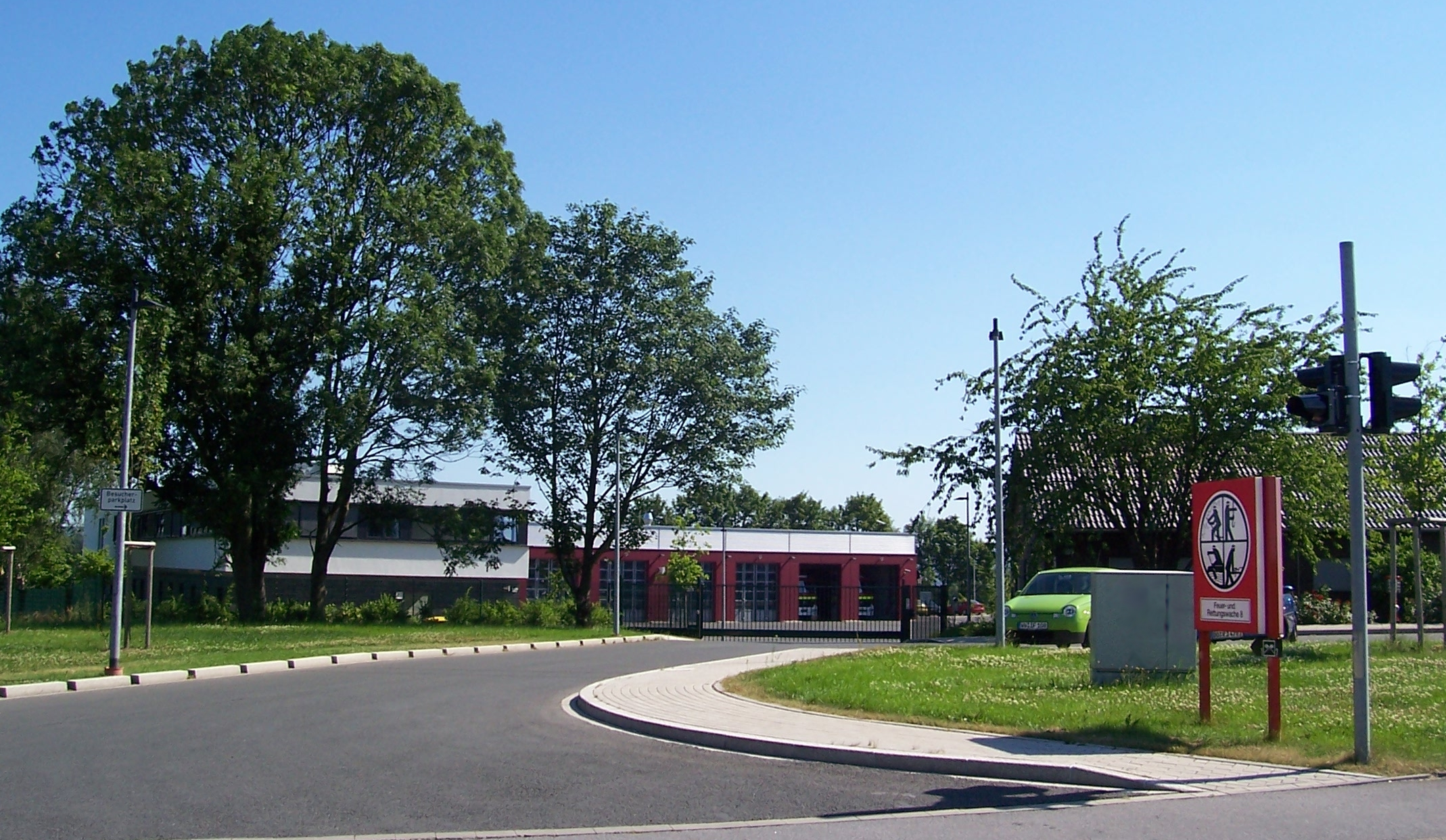
Feuer- und Rettungswache 8

Die Feuer- und Rettungswache 1 ist die Hauptwache der Berufsfeuerwehr Dortmund und befindet sich in Dortmund-Mitte. Hier sind die Amtsleitung und ein Großteil der Abteilungen ebenso untergebracht, wie die Einsatzleitstelle, ein Dortmunder Löschzug, die Spezialeinheiten Bergung, Führung und der Führungsdienst.
An der Feuer- und Rettungswache 1 sind ein ELW 1 für den C-Dienst, zwei ELW 1 für den B-Dienst, ein ELW 1 für den A-Dienst, zwei HLF 20/16, eine DLK 23-12, mehrere Wechselladerfahrzeug (WLF) mit Abrollbehältern (AB), unter anderem der AB-Rüst (vergleichbar mit einem RW 2), ein Feuerwehrkran (FwK), ein Teleskopmast (TM 54), drei Rettungswagen (RTW) sowie ein Notarzteinsatzfahrzeug (NEF) stationiert.
Seit November 2008 befanden sich dort aufgrund des Neubaus der Feuer- und Rettungswache 1 jedoch lediglich 1 Löschzug (bestehend aus 2 HLF 20/16, 1 DLK 23/12, 1 ELW 1, 2 RTW). Alle anderen Fahrzeuge und Spezialeinheiten wurden auf andere Feuerwachen verteilt. Mit dem Neubau der FRW 1 und dem damit angegliederten Lage- und Führungszentrum sind die Spezialeinheiten wieder auf diese Wache zurückgekehrt. Am 13. September 2012 übergab Oberbürgermeister Ullrich Sierau in einer Feierstunde den Schlüssel zum Neubau der Wache 1 symbolisch an den Leiter der Dortmunder Feuerwehr Dirk Aschenbrenner.
- Feuer- und Rettungswache 2

Auf der Feuer- und Rettungswache 2, auch „Nordwache“ genannt, befindet sich ein Dortmunder Löschzug (mit einem ELW1, zwei HLF 20/16, einer DLK 23-12), die Wasserrettung mit der Spezialeinheit Taucher (mit einem GW-Wasserrettung und dem ehemaligen AB-Strahlenschutz als AB-Wasserrettung) und einem Rettungsboot, der Rettungsdienst (mit 2 RTW, einem ITW, einem AB-PatAb, einem AB-BHP und drei Tausch-NEF), mehrere WLF und Abrollbehälter (AB-A1, AB-A2, AB-TWS, Mulde), der Betreuungsbus, die Atemschutzwerkstatt mit Atemschutzübungsstrecke, die Funk- und Elektrowerkstatt sowie die Gebäudeunterhaltung der gesamten Feuerwehr Dortmund.
Auch die Fahrzeuge des Löschzuges 25 Eving/Brechten der Freiwilligen Feuerwehr sind in der Fahrzeug-Remise der Feuer- und Rettungswache 2 untergebracht.
Zusätzlich ist der Feuer- und Rettungswache 2 das Löschboot (stationiert am Hafenstützpunkt) und ein Notarzteinsatzfahrzeug (stationiert am Klinikzentrum Nord (Unfallklinik) des Klinikum Dortmund) zugeordnet.
- Hafenstützpunkt

Der Hafenstützpunkt ist eine Nebenwache der Feuer- und Rettungswache 2. Hier ist das Löschboot untergebracht, welches bei Alarmierung vom Personal der Feuer- und Rettungswache 2 besetzt wird. Bis zum Jahr 2001 war in dem Gebäude auch noch der Löschzug 29 Deusen untergebracht, der dann etwas weiter nördlich ein neues und modernes Feuerwehrhaus bezogen hat.
- Feuer- und Rettungswache 3

Die Feuer- und Rettungswache 3 ist zusammen mit der Feuer- und Rettungswache 6 die kleinste Wache der Berufsfeuerwehr Dortmund. Sie befindet sich in dem Ortsteil Neuasseln. Dort war früher auch eine Kettensägen-Werkstatt.
Die Feuer- und Rettungswache 3 verfügt über ein ELW 1 für den C-Dienst, ein HLF 20/16 und eine DLK 23-12. Zusätzlich steht an der Wache noch ein Lkw.
- Feuer- und Rettungswache 4

Die Feuer- und Rettungswache 4 befindet sich im Dortmunder Süden im Ortsteil Hörde. Im Juni 2008 beschloss der Rat der Stadt Dortmund den Neubau der Feuer- und Rettungswache 4 an der Zillestraße wenige hundert Meter südlich der alten Feuerwache 4. Die Bauarbeiten begannen im Dezember 2008 und konnten nach nur einem Jahr Bauzeit im Dezember 2009 fertiggestellt werden. Die Schlüsselübergabe an die Stadt Dortmund erfolgte im Januar 2010 und am 1. Februar 2010 wurde die Feuerwache offiziell in Dienst gestellt. Das Bauprojekt wurde durch eine Öffentliche Private Partnerschaft finanziert. Die Nutzungsfläche der Feuer- und Rettungswache 4 beträgt 5.600 m².
Bei dem Bau der Feuer- und Rettungswache 4 wurden verschiedene umweltfreundliche Konzepte eingeplant. So wurde u. a. auf den Einsatz fossiler Heizenergieträger verzichtet und eine Holz-Pellet-Heizung installiert.
In den Gebäuden der Wache sind unter anderem die Zentraldesinfektion, die Schlauchwäsche, die Feuerlöscherwerkstatt und die zentrale Medizintechnik untergebracht. Neben dem Dortmunder Löschzug ist hier auch die Spezialeinheit Höhenrettung und ein Spezialfahrzeug zum Transport infektiöser Patienten untergebracht. Des Weiteren ist hier seit Mitte 2007 ein Spezial KTW zum Transport Adipöser (max. Belastung der Trage: 725 kg) Patienten stationiert. Die in der alten Feuer- und Rettungswache 4 angegliederte feuerwehrtechnische und rettungsdienstliche Ausbildung ist im Neubau nicht mehr vorhanden und wird in einem neuen Ausbildungszentrum an der Feuerwache 2 untergebracht.
Dem Personal der Feuer- und Rettungswache 4 stehen ein ELW 1 für den C-Dienst, zwei HLF 20/16, ein DLK 23-12, ein Lkw, ein WLF, zwei RTW, ein Allrad-Krankentransportwagen (KTW), ein GW-Höhenrettung, ein Infektions-Schutz-Transport-Wagen (ISW) und ein Adipösen-Transport-Wagen (ATW1) zur Verfügung. An Abrollbehältern gibt es einen AB-TWS (Tank-Wasser-Schaum), der wie ein Tanklöschfahrzeug 24/50 (TLF 24/50) eingesetzt wird.
- Feuer- und Rettungswache 5

In Marten befindet sich die Feuer- und Rettungswache 5, auch Westwache genannt. Neben einer Grundschutzeinheit (ELW 1, HLF 20/16, DLK 23-12) werden hier Sonderlöschmittel und Fahrzeuge mit Nachschubaufgaben vorgehalten.
An der Feuer- und Rettungswache 5 befinden sich auch die Werkstatt und das Magazin für Fahrzeuge und Geräte. Um defekte Fahrzeuge schnell gegen andere auszutauschen, befinden sich an der Wache auch die Reservefahrzeuge der Feuerwehr, unter anderem einige RTW, KTW und NEF.
- Feuerwache 6

Die Feuerwache 6 in Scharnhorst beheimatet eine Grundschutzeinheit bestehend aus einem ELW 1 für den C-Dienst, einem HLF 20/16, einer DLK 23-12 und einem Lkw.
Von der Feuer- und Rettungswache 6 aus werden alle Brandsicherheitswachen geplant und organisiert.
- Feuer- und Rettungswache 7

Hinter der Feuer- und Rettungswache 7 verbirgt sich in Dortmund die Flughafenfeuerwehr für den Flughafen Dortmund. Durch den Aus- und Umbau des Dortmunder Flughafens wurde es notwendig, den dortigen Brandschutz zu überarbeiten und den neuen Gegebenheiten anzupassen. Im November 1998 entschlossen sich die Stadt Dortmund und die Flughafen GmbH zu einem damals noch bundesweite einmaligen Projekt: Bündelung von Kräften der Berufsfeuerwehr, nebenamtlichen Feuerwehrleuten und Angehörigen der ehemaligen Betriebsfeuerwehr zu einer leistungsfähigen Flughafenfeuerwehr.
Zu diesem Zweck richtete die Stadt einen Löschzug der Freiwilligen Feuerwehr und die Feuerwache 7 der Berufsfeuerwehr auf dem Gelände des Flughafens ein. Um die ständige Einsatzbereitschaft zu gewährleisten, wurde die Freiwillige Feuerwehr dem Löschzug 30 eingegliedert. Die Mitglieder der Alarmeinheit dürfen ihren Arbeitsdienst nur im unmittelbaren Nahbereich der Feuerwache versehen, damit die vorgegebenen Ausrückezeiten eingehalten werden können. Sieben Feuerwehrleute sind während der Betriebszeit immer auf festen Funktionen eingeteilt. Die Verstärkungseinheit kann ihren Dienst im gesamten Flughafenbereich versehen und wird, wenn erforderlich, zur Unterstützung der Alarmeinheit eingesetzt. Die Feuer- und Rettungswache 7 übernimmt den Ersteinsatz im Gebäudebrandschutz und die Sicherstellung des Brandschutzes nach den ICAO Richtlinien.
Die Mitarbeiter der Flughafenfeuerwehr (Löschzug 30) stammen aus den Abteilungen Bodenverkehrsdienst, Luftsicherheit und Mitarbeitern der Eurowings. Die Mitarbeiter werden ohne Probleme für Aus-, Fortbildungs- und Einsatztätigkeiten freigestellt. Dieses bringt auch noch einen weiteren, großen Vorteil mit sich, da die Mitarbeiter des Bodenverkehrsdiensts sich bestens mit den Flugzeugen, den örtlichen Gegebenheiten, technischen Geräten und Anlagen des Flughafens auskennen.
Der Feuer- und Rettungswache 7 stehen folgende Einsatzfahrzeuge zur Verfügung.
- Ein Kleinlöschfahrzeug / ELW auf einem MB-Vito mit einer 200 Liter Hochdrucklöschanlage und 20 Liter Schaummittel AFFF.
- Ein Flugfeldlöschfahrzeug (FLF) 3500/300 auf einem MB 1124 4×4. Mit 3500 Liter Wasser, 300 Liter AFFF und 60 kg CO2 steht eine ausreichende Menge an Löschmitteln zur Verfügung.
- Ein HLF 3200 mit 3.000 Liter Wasser und umfangreicher technischer Beladung. Das Fahrzeug wurde von Rosenbauer auf einem MB 1234 AF 4×4 ausgebaut.
- Ein Nissan Pick-Up als Lkw mit Streumaterial. Der Lkw zieht bei Bedarf auch noch einen Zusatzanhänger mit weiterem Streumaterial.
- Bei der Flughafenfeuerwehr sind zwei baugleiche Panther von Rosenbauer stationiert. Der erste Panther wurde 1996 aufgebaut, der zweite 1998. Beide Fahrzeuge verfügen über je 13.500 Liter Wasser, 1.500 Liter AFFF und 2 × 250 kg Pulver.
- Dem Brandinspektionsleiter Flughafen steht ein VW-Sharan als Kommandowagen (KdoW) zur Verfügung.
- Schließlich ist noch für die notfallmedizinische Versorgung eine Mobile-Sanitäts-Einheit (kurz MSE) auf einem MB Vito vorhanden. Er stammt aus dem Jahr 2001, hat eine RTW-Ausstattung und ist in niedriger Bauweise für Tiefgaragen ausgeführt. Alle Geräte sind mit denen des Rettungsdiensts Dortmund kompatibel.

- Feuer- und Rettungswache 8

Die Feuer- und Rettungswache 8 in Eichlinghofen nahm im Herbst 2004 ihren Betrieb auf. Sie dient als Umweltwache der Feuerwehr Dortmund der Unterbringung eines Grundschutzes und dem größten Teil der ABC-Abwehr. Dazu gehören umfangreiches Übungsmaterial, eine Atemschutzwerkstatt und ein Ausbildungsgebäude zur Aus- und Fortbildung im ABC-Bereich.
Neben einem Grundschutz (ELW 1, HLF 20/16, DLK 23-12) sind hier die Rumpfeinheiten für die ABC-Abwehr untergebracht. Dies sind die Spezialeinheit-ABC und die Spezialeinheit Dekon. Lediglich die Einheiten zur Dekontamination Verletzter und ein Erkundungsfahrzeug (ABCErkKw) befinden sich nicht hier.
Für ABC-Einsätze stehen ein ELW 1 für den Abschnittsleiter ABC-Abwehr (Umwelt-Dienst), vier Wechselladerfahrzeuge (WLF) und ein Wach-Lkw bereit. Bei den WLF trägt eines immer den AB-Gefahrgut (AB-G) zur Havariebekämpfung bei austretendem Gefahrstoff und eines immer den AB-Öl zur Ölschadensabwehr. Ein weiteres WLF trägt den AB-Atemschutz 2 (AB-A2) und stellt diesen Abrollbehälter für Paralleleinsätze des AB-A1 zur Verfügung. Das vierte WLF führt bei ABC-Einsätzen die folgenden Abrollbehälter nach Erfordernis zur Einsatzstelle nach.
Der AB-Fass stellt unterschiedliche Bergefässer aus Edelstahl, Kunststoff oder verzinktem Stahl zur Verfügung. Verschlossen werden sie mit Spannringen, Schraubdeckeln oder verschraubten Deckeln mit Dichtung. Dazu kommen säurebeständige Überfässer aus Kunststoff und mit Aktivkohlefilter um beschädigte Fässer aufnehmen zu können. Der AB-TG (Tank-Gefahrgut) enthält vier 800 l Edelstahl-IBC (Intermediate Bulk Container = Großpackmittel) und vier 1.000 l Kunststoff-IBC. Sie dienen der Aufnahme gefährlicher Flüssigkeiten. Die IBC sind zugelassen und werden regelmäßig einer TÜV-Prüfung unterzogen bzw. ausgetauscht. Der AB-Str (Strahlenschutz) wurde 2007 außer Dienst genommen. Die Messgeräte für einen Strahlenschutzeinsatz werden seitdem auf dem AB-Gefahrgut, diverses Absperr- und Sicherungsmaterial auf dem AB-Fass vorgehalten. Der AB-Kon (Kontamination) nimmt bei Einsatzende in Kunststoffbehältern kontaminiertes (= mit Gefahrstoff verunreinigtes) Material auf und verhindert die Verschleppung Gefahrstoffes während des Transportes zur Reinigung oder Entsorgung.
- Feuer- und Rettungswache 9

Die Feuer- und Rettungswache 9 in Mengede beheimatet neben einem Grundschutz auch noch Freiwillige Feuerwehr aus Mengede, den Löschzug 22.
Fahrzeuge sind neben einem ELW 1 ein HLF 20/16, eine DLK 23-12 und ein RTW.
- Feuerwache 10 Signal-Iduna-Park

Die Feuerwache 10 wird nur bei Spieltagen und Veranstaltungen im Signal-Iduna-Park besetzt. Ein Reserve-HLF der Berufsfeuerwehr wird mit einer Staffel besetzt, zusätzliches Personal übernimmt die Einsatzleitung, den Wandelposten oder die festen Brandsicherheitsposten. Das Personal wird immer von Kräften der BF und der FF gestellt.
- Kleiderkammer

Die neue Kleiderkammer der Feuerwehr Dortmund befindet sich in Dortmund-Hombruch, auf dem Gelände der DSW21. Hier werden alle Mitarbeiter der Berufsfeuerwehr Dortmund und Angehörige der Freiwilligen Feuerwehr Dortmund mit Einsatzkleidung ausgerüstet und Serviceleistungen an defekten Gegenständen erbracht. Neben der Feuerwehr werden von der Kleiderkammer auch noch die Angehörigen der Dortmunder Stadtwerke (DSW21) betreut.

### Spezialeinheiten
- Analytische Task Force

Im Jahr 2002 haben sich Bund und Länder auf eine neue Strategie zum Schutz der Bevölkerung geeinigt. Es wurde erkannt, dass der Schutz vor den Auswirkungen von Gefahren durch radioaktive, biologische oder chemische Stoffe verbessert werden muss. Insbesondere die Analytik von gefährlichen Substanzen konnte in der Vergangenheit nicht immer im gewünschten Zeitfenster durchgeführt werden. An sieben Standorten, verteilt auf das Bundesgebiet, wurden daraufhin eine so genannte Analytische Task Force (ATF) eingerichtet. Die ATF bestehen aus besonders für die Bewältigung von CBRN-Lagen ausgebildeten Einsatzkräften und spezieller Messtechnik und werden in einem Radius von 200 km um ihren Standort tätig. Eine dieser sieben Task Forces ist der Feuerwehr Dortmund angegliedert.
- Spezialeinheit Atemschutz

Die SE-A (Spezialeinheit-Atemschutz) ist an der FRW 2 stationiert. An der FRW 2 ist auf einem WLF der AB-A aufgesattelt. Des Weiteren befinden sich hier die Atemschutzübungsanlage und die Atemschutzwerkstatt. An der Umweltwache (FRW8) steht ein weiterer AB-A. Dieser wird dann eingesetzt wenn mehrere Atemschutzgeräte benötigt werden oder eine andere Einsatzstelle mit Atemschutzgeräten versorgt werden muss. Für weitere Transportaufgaben von Atemschutzgeräten oder Druckluftflaschen steht noch ein Gerätewagen auf Basis eines VW T4 zur Verfügung. Bei Großschadenslagen kann auch dieser Gerätewagen als regulärer, wenn auch kleinerer GW-A eingesetzt werden.
- Spezialeinheit ABC

Die SE-ABC, ältere Bezeichnungen sind SE-Chemie oder SE-GSG (Gefährliche Stoffe und Güter), ist an der Feuer- und Rettungswache 8 untergebracht. Bei Einsätzen mit atomaren, biologischen oder chemischen Stoffen wird die SE-ABC eingesetzt, dies können Gefahrguttransportunfälle sein oder auch einfach nur das Beseitigen von Ölspuren. Geführt wird die SE-ABC vom Einheitsführer SE-ABC. Der Einheitsführer SE-ABC ist ein Beamter des gehobenen feuerwehrtechnischen Dienstes. Die Grundstärke der SE-ABC besteht immer aus dem AB-Gefahrgut, dem AB-Öl und einem LF 16 (LF des jeweiligen Ausrückebezirkes).
Bei Einsätzen, die das Ausrücken des U-Dienstes erforderlich machen, wird immer das LF 16 der FW 8 der SE-ABC unterstellt. Die SE-ABC kann bei Bedarf auf Zugstärke erweitert werden. Der Bereich Dekontamination ist ein eigener Abschnitt und wird nicht der SE-ABC zugeordnet. Hierfür sind der C-Dienst und die DL-Besatzung der FW 8 zuständig. Unterstützt werden diese Einheiten von einem LF 16 der Berufsfeuerwehr und bei Bedarf von den FF-Löschzügen 11, 12, 18, 23 oder 24 deren Mitglieder entsprechend ausgebildet und ausgestattet sind.
- Spezialeinheit Bergung

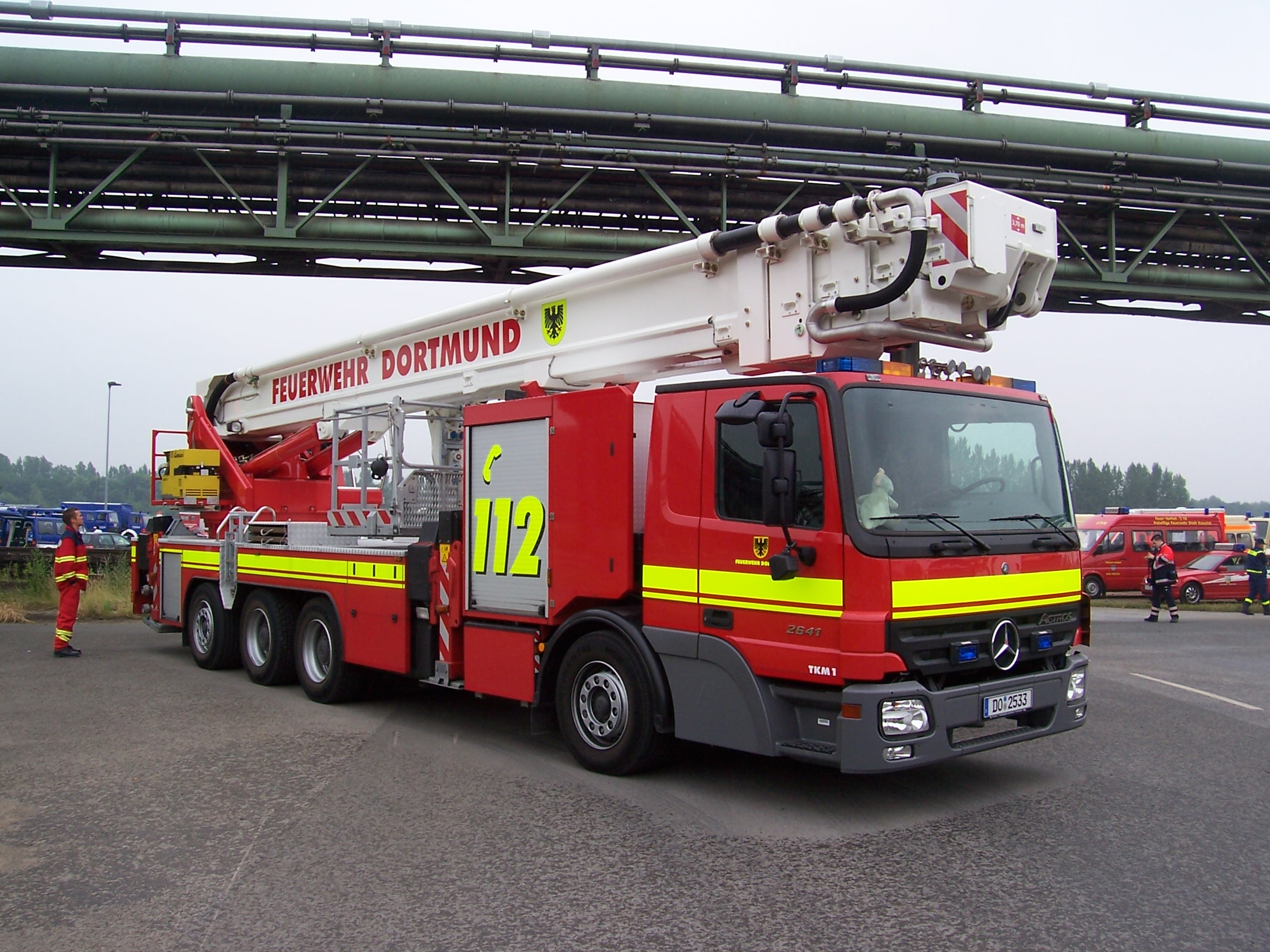
Teleskopmast

Die SE-Bergung rückt größtenteils zur personellen und materiellen Ergänzung der Grundschutzeinheiten bei Verkehrsunfällen aus. Dafür stehen an der Feuer- und Rettungswache 1 zwei WLF mit jeweils einer eingebauten Seilwinde und ein Feuerwehrkran zur Verfügung. Ein WLF mit Seilwinde hat immer den Abrollbehälter Technische Rettung (AB-TR) aufgesattelt. Dieser Abrollbehälter ist ähnlich wie ein RW 2 ausgerüstet, er verfügt über leistungsfähigere Hilfeleistungssätze als die HLF und unterstützt somit die vor Ort tätigen Kräfte, auch mit weiterem Spezialgerät. An der Feuer- und Rettungswache 1 steht darüber hinaus auch noch AB-Rüst zur Verfügung, der hauptsächlich Holz und anderes Unterbaumaterial mitführt.
Ergänzt wird die SE-Bergung bei Bedarf von einem Teleskoplader der Marke Manitou (Typ MLT 940-120 HLSU), der an der Feuer- und Rettungswache 1 untergebracht ist. Er wurde 2008 beschafft und ersetzte den bis dahin verwendeten Radlader der Marke O&K (Typ L15). Der Teleskoplader besitzt einen teleskopierbaren Ausleger und kann auf bis zu 9 Meter Höhe ausgefahren werden. Den Einsatzort erreicht der Teleskoplader selbstständig per Achse.
Des Weiteren wird ein AB-Rüst 2 speziell für Bauunfälle an der Feuer- und Rettungswache 5 vorgehalten. Bei Bedarf kann noch auf einen RW 1 zurückgegriffen werden, der an der Feuer- und Rettungswache 4 untergebracht ist und der Feuerwehrschule zugeordnet ist.
Seit neuestem ist der SE-Bergung auch der Teleskopmast (TM 54) zugeordnet. Es handelt sich dabei um ein Spezialfahrzeug für die Brandbekämpfung, Menschenrettung und Technische Hilfeleistung.
- Spezialeinheit Führung und Kommunikation

Die SE-F wird durch Kräfte der Freiwilligen Feuerwehr und der Berufsfeuerwehr besetzt. Die SE-F besetzt im Einsatz den ELW 3 zusammen mit zwei Mitarbeitern der Leitstelle. Für Melder- und Erkunderaufgaben kann die SE-F auf zwei Kräder zurückgreifen; weiterhin steht ein Gerätewagen Fernmeldedienst zur Verfügung.
- Spezialeinheit Höhenrettung

An der Feuer- und Rettungswache 4 ist die SE-Höhenrettung mit einem GW-Höhenrettung untergebracht. Das Personal für den GW-Höhenrettung wird bei einem Einsatz aus dem Löschzug der Feuer- und Rettungswache 4 gestellt.
- Spezialeinheit Löschwasserversorgung

Die SE-Löschwasserversorgung wird von insgesamt vier Löschzügen (LZ) der Freiwilligen Feuerwehr gebildet. Diese sind in die Bereiche Nord und Süd aufgeteilt, dabei bilden der Löschzug 20 und der Löschzug 22 die SE-Löschwasserversorgung Nord und die SE-Löschwasserversorgung Süd wird von den Löschzügen 15 und 17 gebildet. Beide Spezialeinheiten sollen in Zukunft identisch ausgestattet werden, was momentan noch in der Umsetzung ist.
Die Nord-Komponente ist momentan wie folgt aufgestellt:
LZ 20: LF 16/12, LF-L (mit Schlauch Beladung und TS) und Hochleistungspumpenanhänger der Firma Börger
LZ 22: ELW 1, TLF 16/25, AB-Schlauch, LF 16-TS, RW.
Die Süd-Komponente setzt sich wie folgt zusammen:
LZ 15: LF 16/12, LF-L (mit Schlauch Beladung und TS)& Hochleistungspumpenanhänger, MTF
LZ 17: ELW 1, LF 8/6, LF 16-TS
Das MTF des LZ 15 und der Rüstwagen 1 des LZ 22 stehen für weiteren Personaltransport oder ähnlichen Logistikaufgaben zur Verfügung.
Die Hauptaufgabe ist die Wasserversorgung des Teleskopmasts bei Einsätzen. Eine weitere Aufgabe ist der Aufbau einer Löschwasserversorgung über lange Wegstrecken, z. B. bei Wald- oder Flächenbränden.
- Spezialeinheit Rettungsdienst

Die SE-Rettungsdienst wird von der Feuerwehr Dortmund vorgehalten, besonders der Löschzug 2 und der Löschzug 25, aber auch der Löschzug 14 sind für die SE-Rettungsdienst vorgesehen. Es stehen derzeit drei Abrollbehälter zur Verfügung, ein AB-BHP 1 (Behandlungsplatz), der AB-PATAB (Patientenablage) und der AB-BHP 2. Diese werden im Einsatzfall von einem WLF zur Einsatzstelle transportiert.
Die Kräfte der Freiwilligen Feuerwehr mit den Abrollbehältern ergänzen die Sondereinsatzgruppen von DRK (Rettungsdienst) und JUH (Betreuung) zum primären Dortmunder Behandlungsplatz. Hierbei handelt es sich jedoch nicht um einen genormten BHP 50 nach Vorgabe AGBF-NRW und wird daher meistens als qualifizierte Patientenablage eingesetzt.
Der sekundäre Dortmunder Behandlungsplatz (BHP-B DO2) wird durch Kräfte des ASB, des MHD und des DRK gebildet, welcher einem BHP 50 nach Vorgabe AGBF-NRW entspricht. Die Kategorie 1 wird durch den Arbeiter-Samariter-Bund, die Kategorie 2 durch den Malteser Hilfsdienst und die Kategorie 3 durch das Deutsche Rote Kreuz betreut. Die Ausrückzeit des sekundären Behandlungsplatzes ist durch den erheblichen Personalaufwand wesentlich höher als beim primären Behandlungsplatz. Deshalb wird dieser nur bei Großschadenslagen alarmiert oder zur überörtlichen Hilfeleistung eingesetzt, wie z. B. beim Weltjugendtag 2005 bei Köln auf dem Marienfeld, bei der Fußball-Weltmeisterschaft 2006 in Deutschland, beim G8-Gipfel Heiligendamm 2008 und der Loveparade 2010 in Duisburg.
Die Stadt Dortmund ist die einzige Stadt in Deutschland die über einen zweiten Behandlungsplatz verfügt ohne ihn, laut Verordnung, vorhalten zu müssen.
- Spezialeinheit Taucher

Die SE-Taucher ist an der Feuer- und Rettungswache 2 untergebracht und wird bei Einsätzen durch Personal des Löschzuges besetzt. Derzeit rückt die SE-Taucher zu Wasserrettungseinsätzen mit einem GW-Wasserrettung und einen Rettungsboot auf einem Trailer aus. Darüber hinaus steht noch ein Abrollbehälter Wasserrettung zur Verfügung, der für Übungsdienste, aber auch als taktische Reserve genutzt wird.
- Spezialeinheit Verpflegung

Die SE-Verpflegung ist für die Versorgung von Einsatzkräften mit Getränken und Nahrungsmitteln zuständig. Die Spezialeinheit ist beim Löschzug 16 angesiedelt. Zur Zubereitung warmer Speisen ist ein Feldkochherd im Feuerwehrhaus in Hombruch stationiert.

### Feuerwehrschule
An der Feuer- und Rettungswache 2 wird seit Oktober 2011 ein Ausbildungszentrum der Feuerwehr Dortmund unterhalten. Neben dem Grundlehrgang der Berufsfeuerwehr werden hier auch weitere Lehrgänge für die Berufs- und Freiwillige Feuerwehr angeboten, z. B. Truppmann und Truppführer, Technische Hilfeleistung Wald, Methodik/Didaktik, Einsatz von Spür- und Messgeräten, gesichertes Arbeiten in Höhen und Tiefen etc. An der Feuerwehr- und Rettungswache 8 werden alle Ausbildungen zum Thema ABC-Gefahrenabwehr durchgeführt, da hier der ABC-Zug untergebracht ist (siehe FRW 8). Des Weiteren unterhält die Feuerwehr Dortmund eine eigene Fahrschule, die derzeit über drei WLF und einen Pkw verfügt. Die Feuerwehrfahrschule befindet sich in Mengede an der FRW 9. Neben Führerscheinen der Klasse BE und CE werden hier auch Fahrerabnahmen, Ortskenntnisprüfungen und Fahrsicherheitstrainings angeboten. Bei den Fahrsicherheitstrainings handelt es sich um das so genannte Safemaster-Training. An der FRW 2 wird zudem die Atemschutzausbildung durchgeführt. Neben der Ausbildung von Atemschutzgeräteträgern werden hier auch die Wiederholungsübungen aller Atemschutzgeräteträger der Berufsfeuerwehr und der Freiwilligen Feuerwehr, sowie bei Bedarf auch der Hilfsorganisationen und vom THW, durchgeführt. Dort werden von nun an alle Feuerwehr- und Rettungsdienstlehrgänge der Stadt Dortmund absolviert. Sie beherbergt auch die feuerwehreigene Fahrschule.
Das Ausbildungszentrum verfügt über einen kleineren Teleskoplader der Marke Manitou (Typ MLT 742 H LSU), der als Ausbildungs- und Arbeitsmaschine (u. a. Winterdienst) Verwendung findet.

### IFR – Institut für Feuerwehr- und Rettungstechnologie
Das Institut für Feuerwehr- und Rettungstechnologie (IFR) wird von der Stadt bei der Feuerwehr Dortmund, betrieben. Es soll der Feuerwehr die für ihre Einsatzpraxis relevante Forschung durchführen. Es geht um die Wissensvermittlung in die Feuerwehr hinein und um die Untersuchung der eigenen Praxis (Evaluation). Im Wesentlichen konzentriert sich das IFR auf die Bereiche der Anforderungs-/Szenariodefinition und Evaluation.
Als wichtige Gebiete werden angesehen: Systeme der Informations- (IT) und Kommunikationstechnik (IKT), Logistiksysteme, Nanotechnologie, Mechatronik/Robotik und die Notfallmedizin.
Das IFR weist eine vielfältige Projekterfahrung in diversen nationalen und internationalen Forschungsbereichen vor.
Zu den derzeit laufenden Projekten zählen:
- ADLeR (gefördert vom BMBF)[17]
- DRZ (gefördert vom BMBF)[18]
- ATHMOS (gefördert vom BMBF)[19]
- eNotice (gefördert von der EU-Kommission)[20]
- EURIALE (gefördert vom MWIDE NRW)[21]
- NotAs (gefördert vom BMBF)[22]

Das Institut hat seinen Sitz in der Kleppingstraße 21/23.

## Einsatzführung
Die Feuerwehr Dortmund unterscheidet drei Dienste (A-, B- und C-Dienst), die lageabhängig die Einsatzleitung übernehmen. Hinzu kommen als spezielle Führungskräfte der U-Dienst (Umweltdienst) und der B-Dienst-Rettungsdienst.
- A-Dienst

Der A-Dienst steht für die oberste Führungsebene der Feuerwehr Dortmund. Der A-Dienst wird von einem höheren Dienst besetzt, ihm steht ein ELW 3 zur Verfügung und wird durch einen Führungsgehilfen (mittlerer Dienst) unterstützt.
- B-Dienst

Der B-Dienst wird von einem Verbandsführer, einem Führungsgehilfen und einem Maschinisten/Melder gebildet. Er rückt bei allen Einsätzen mit mindestens zwei Löschzügen oder mit Gefährdung von Menschenleben mit einem ELW 2 von der Feuer- und Rettungswache 1 aus.
- C-Dienst

Jede der Feuer- und Rettungswachen verfügt über einen eigenen C-Dienst. Der C-Dienst besitzt die Qualifikation als Zugführer und rückt zusammen mit einem Maschinisten/Melder (mittlerer Dienst) mit einem ELW 1 aus.
- U-Dienst

Der U-Dienst wird von einem Beamten des feuerwehrtechnischen Dienstes besetzt. Entsprechend seiner Qualifikation als Zugführer kann er auch als C-Dienst oder als Einheitsführer der SE-ABC eingesetzt werden. Der U-Dienst ist jedoch hauptsächlich dafür gedacht, Einheiten im ABC-Einsatz, im Dekon-Einsatz oder im Spür- und Messeinsatz zu führen. Der U-Dienst verfügt über einen ELW 1 mit einem Hauptbrandmeister oder erfahrenen Oberbrandmeister als Maschinist/Führungsgehilfe.
- Rettungsdienst

Der Rettungsdienst wird bei größeren Einsatzlagen von einem Organisatorischen Leiter Rettungsdienst (OrgL), einem Leitenden Notarzt (LNA) und einem Führungsgehilfen geführt.
Der OrgL verfügt über einen KdoW, der LNA über ein NEF, welches auch als Verstärkung des Rettungsdienstes eingesetzt werden kann, wenn alle NEF bereits in Einsätzen gebunden sind. Der Führungsassistent besetzt einen ELW 2. Es wird im Rendezvous-Verfahren gearbeitet, so dass sich alle an der Einsatzstelle treffen.

## Freiwillige Feuerwehr

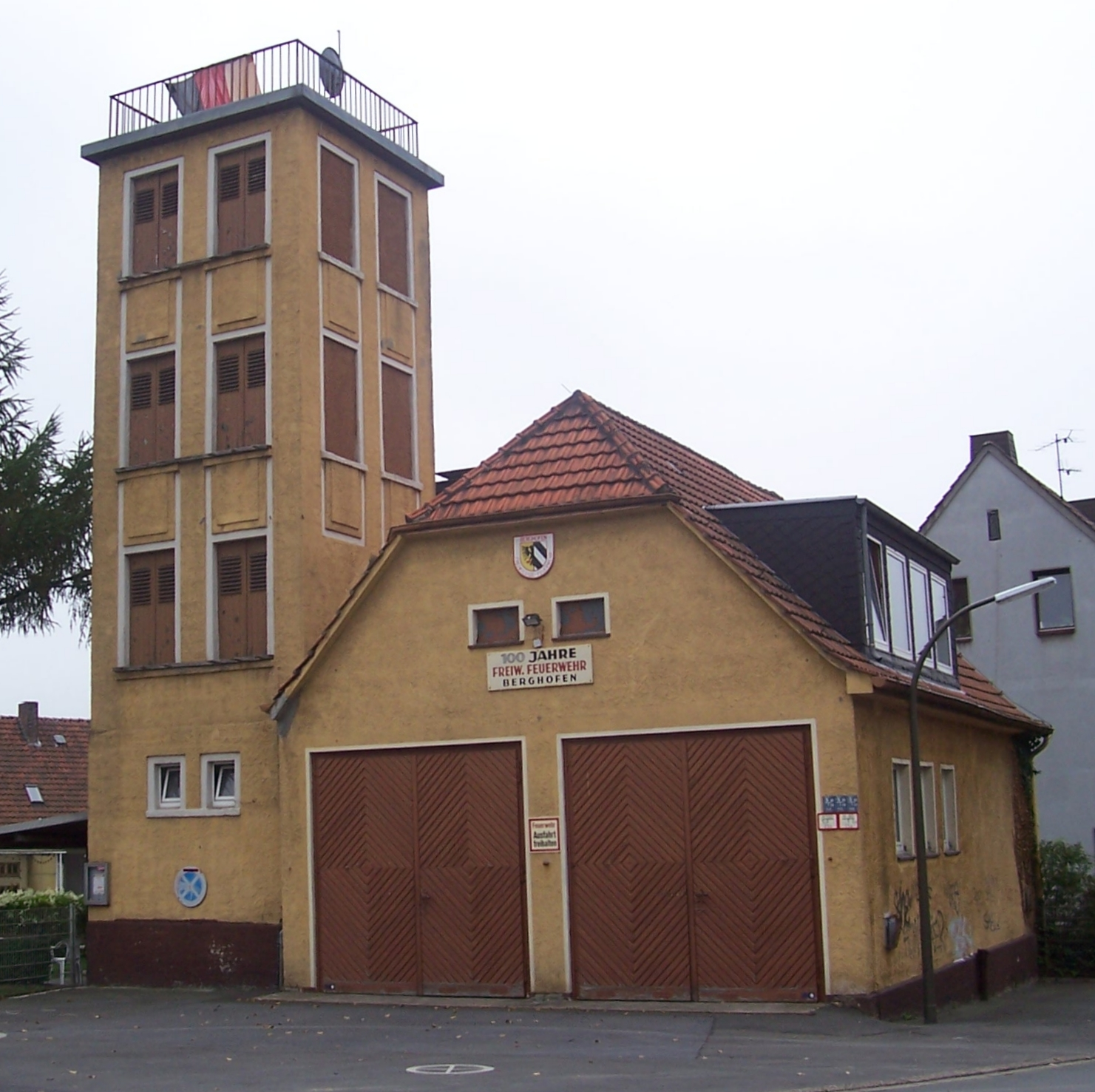
Feuerwehrhaus in Berghofen (Löschzug 13)

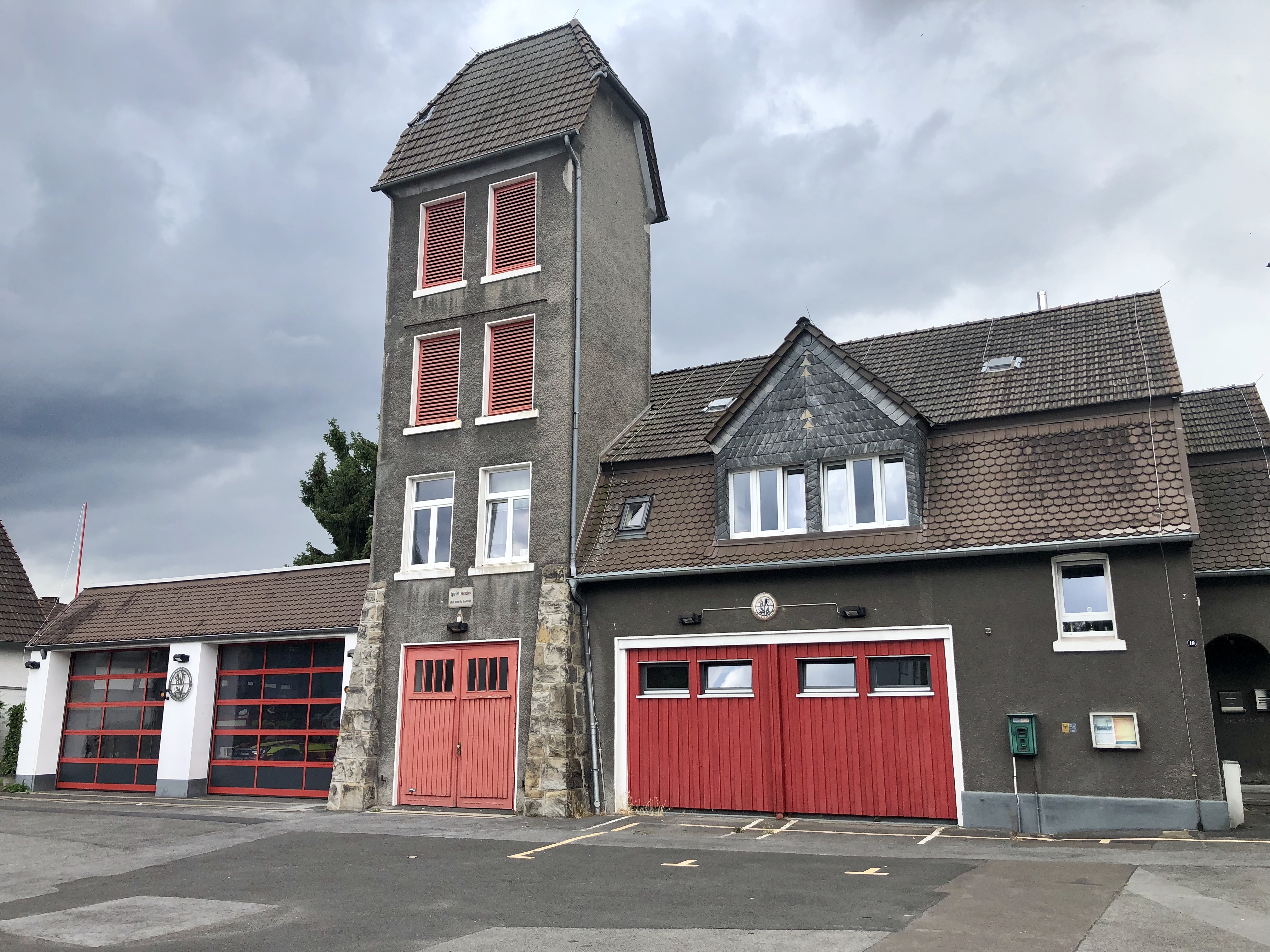
Feuerwehrhaus in Hombruch (Löschzug 16)

Die Freiwillige Feuerwehr der Stadt Dortmund besteht aus insgesamt 19 Löschzügen mit ca. 720 ehrenamtlichen Mitarbeitern. Ein Großteil der Löschzüge unterhält eine eigene Jugendfeuerwehr.

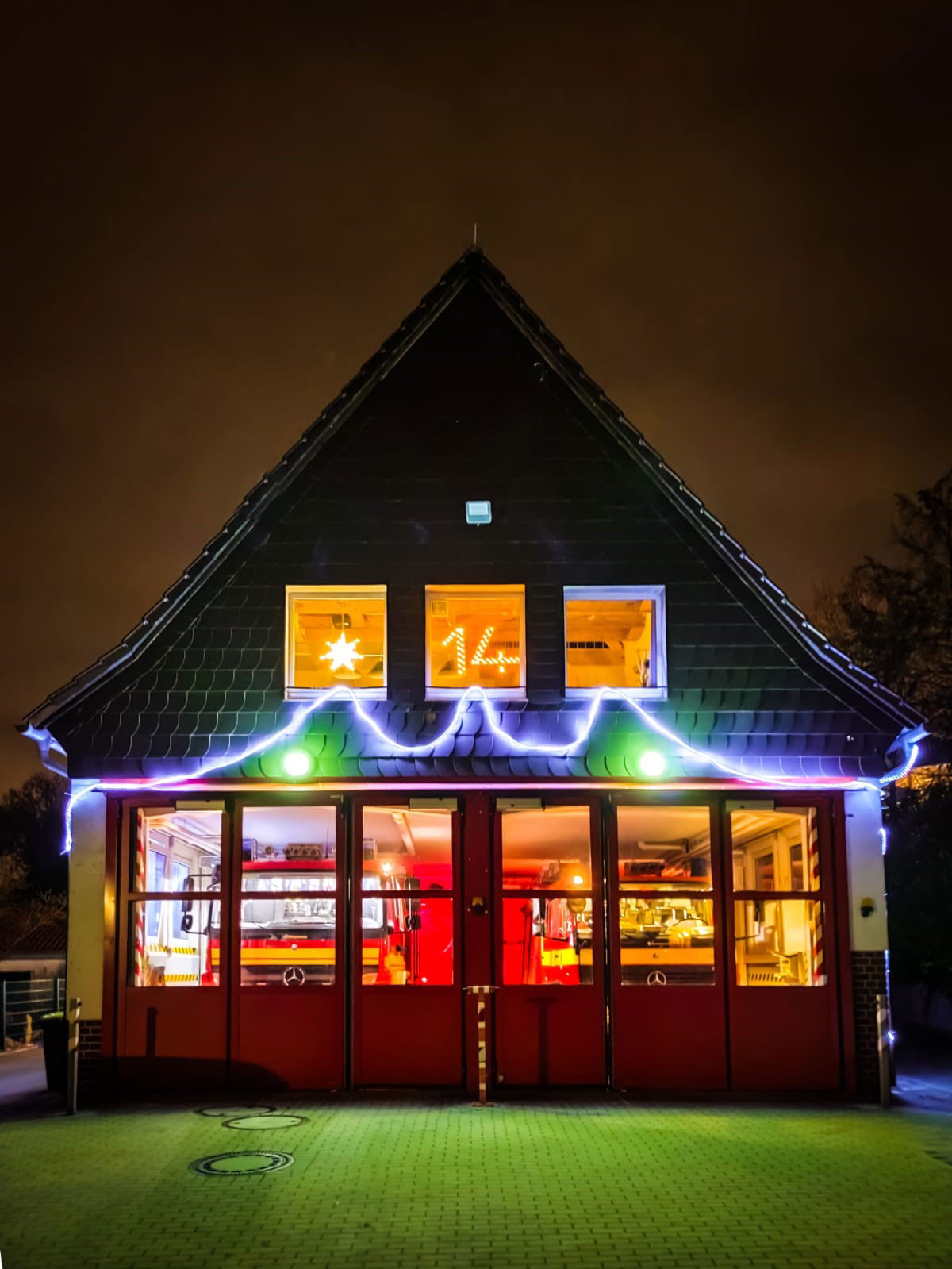
Feuerwehrhaus in Syburg

Die Freiwillige Feuerwehr Dortmund ist fester Bestandteil der Einsatzplanung der Berufsfeuerwehr. Eine Alarmierung, auch mit dem 1. Alarm zur Einsatzstelle ist rund um die Uhr möglich. Bei größeren Schadensereignissen besetzt sie die entblößten Wachen der Berufsfeuerwehr. Darüber hinaus werden noch viele Sonderaufgaben wie First Responder Einsätze, die Dekontamination oder die ABC-Erkundung übernommen.
Derzeit werden im ersten Alarm die Löschzüge 14, 19, 27 und 28 alarmiert, da die nächste Wache der Berufsfeuerwehr die Hilfsfristen nicht zu 100 % einhalten kann, alle anderen Löschzüge werden ab dem zweiten Alarm und bei besonderen Einsatzstichworten wie bei einem Objektalarm im ersten Alarm alarmiert.
Die Freiwillige Feuerwehr gliedert sich in die folgenden Löschzüge:
- Löschzug 11 Sölde

Der Löschzug 11 in Sölde gehört zur Bezirkseinheit 1 (Ost) und besetzt im Einsatzfall ein HLF 20/16 (neue Norm), ein LF-L und einen Dekon-LKW P, der hier vornehmlich für die Dekontamination Verletzter vorgesehen ist. Sie bilden mit dem Löschzug 18 die Spezialeinheit zur Dekontamination Verletzter (DekonV). Das Löschfahrzeug-Logistik mit Beladungskomponente DekonV in Dienst gehen.
Aufgrund der Sonderaufgabe Dekontamination, werden sie bei jedem Einsatz TH_ABC_2+2 mitalarmiert (ebenso der LZ 18 und der örtlich zuständige LZ), Stadtweit, TH steht für Technische Hilfeleistung, ABC für die Einsatzart und 2+2 bedeutet die Alarmstufe kann noch zweimal erhöht werden.
- Löschzug 12 Aplerbeck

Der Löschzug 12 in Aplerbeck gehört zur Bezirkseinheit 1 (Ost) und besetzt im Einsatzfall ein HLF 16/16 (nach Norm ein LF 16/12), ein LF 16-TS und zwei ABC-Erkundungskraftwagen. Außerdem ist hier noch ein Anhänger untergebracht, der der Jugendfeuerwehr Dortmund zugeordnet ist. Als Sonderaufgabe neben dem Messen mit dem ABC-Erkundungskraftwagen hat sich der Löschzug auf die Probenahme in Zusammenarbeit mit der Analytischen Task Force Deutschland spezialisiert.
- Löschzug 13 Berghofen

Der Löschzug 13 in Berghofen gehört zur Bezirkseinheit 2 (Süd) und besetzt im Einsatzfall ein HLF 16/16 (nach Norm ein LF 16/12) und ein LF 8/6 zusätzlich steht noch ein Tragkraftspritzenanhänger (TSA) zur Verfügung.
Die Freiwillige Feuerwehr Berghofen wurde am 15. Mai 1893 gegründet. Der Löschzug ist damit einer der traditionsreichsten Löschzüge der Freiwilligen Feuerwehr in Dortmund. Sie besteht zurzeit aus etwa 40 aktiven Mitgliedern, davon 4 Frauen, der Ehrenabteilung mit 9 Mitgliedern und der Jugendfeuerwehr mit 20 Mädchen und Jungen.
- Löschzug 14 Syburg

Der Löschzug 14 in Syburg ist der älteste und am höchsten gelegenste Löschzug in Dortmund. In Syburg wird bereits im Mai 1820 über eine „Brandwehr“ berichtet. Sie ist die am höchsten gelegene Feuerwehr in Dortmund. Der Einsatzbereich des LZ 14 liegt an der südlichen Peripherie des Stadtgebietes Dortmund. Neben den Ortsteilen Syburg, Buchholz, Wichlinghofen und Wellinghofen besteht der überwiegende Teil aus Waldgebiet bzw. landwirtschaftlichen Nutzflächen. Das Gebiet ist sehr hügelig und die Berge weisen Höhen von 220 m und mehr, mit Höhenunterschieden mit bis zu 100 m, auf.
Aufgrund der exponierten Lage (Spielbank Hohensyburg, Villengegend, Golfplatz, Autobahnkreuz) sowie der Stadtrandlage wird der Löschzug Syburg durch die Leitstelle der Berufsfeuerwehr Dortmund immer im ersten Abmarsch mit alarmiert. Im Einsatzfall werden ein HLF 20, ein LF 20 sowie ein Gerätewagen – dieser vornehmlich für First Responder Einsätze und zur Erkundung bei Waldbränden – eingesetzt.
Hauptaufgaben der Einheit (im Schnitt über 100 Einsätze pro Jahr) sind die Brandbekämpfung, die medizinische Erstversorgung (First Responder), die Transportorganisation für den Behandlungsplatz Dortmund 1, die Technische Hilfe nach Verkehrsunfällen (hier insbesondere für ein unfallträchtiges und arbeitsreiches Teilstück der BAB 45), die Absturzsicherung von verunfallten Personen im Steilgelände nahe der Syburger Serpentinen (beliebtes Ausflugsziel bei Freizeitkletterern).
In der Vergangenheit verfügte der Löschzug über die Sondereinheit-Rettungshunde (SE-RH) mit Mantrailern. Sie war fester Bestandteil der Alarm- und Ausrückeordnung der Feuerwehr Dortmund und wurde im Rahmen der Amtshilfe von Polizei sowie umliegenden Feuerwehrleitstellen zur Hilfe gerufen.

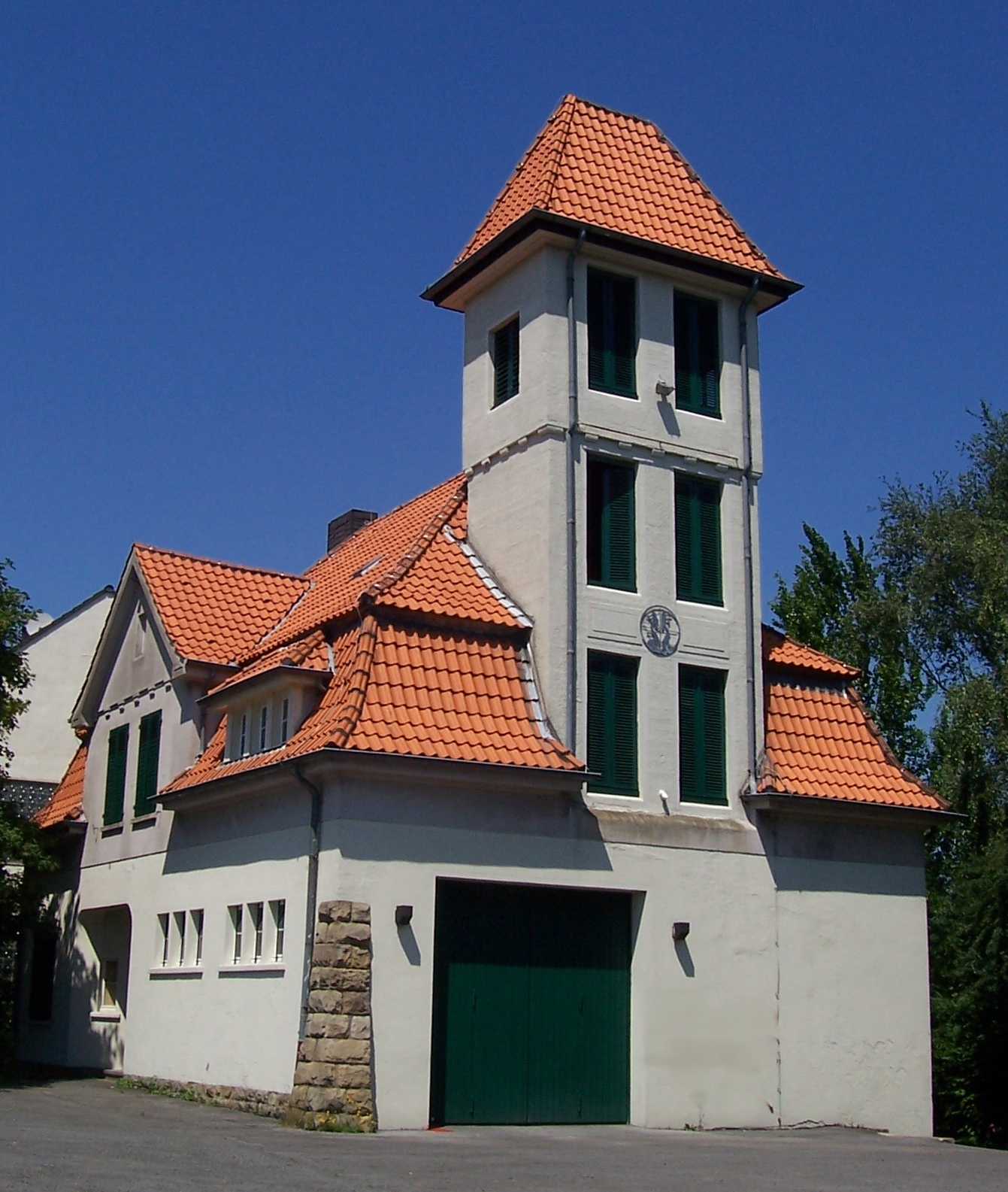
Feuerwehrhaus in Löttringhausen (Löschzug 15)

- Löschzug 15 Kirchhörde

Der Löschzug 15 in Kirchhörde gehört zur Bezirkseinheit 2 (Süd) und hat für den Einsatzfall ein HLF 16/16 (nach Norm LF 16/12), ein LF-L mit Hochleistungspumpenanhänger und ein MTF zur Verfügung. Der LZ 15 verfügt allerdings über keine weiteren Stellplätze für das LF-L und wird deswegen auf der nahen Feuerwache 4 untergestellt. Des Weiteren ist er Bestandteil der Sondereinheit-Löschwasserversorgung-Süd. Seit 2006 gibt es auch eine Jugendfeuerwehr.
- Löschzug 16 Hombruch

Der Löschzug 16 in Hombruch gehört zur Bezirkseinheit 2 (Süd) und besetzt im Einsatzfall ein LF 16/12, ein LF-L, einen Gerätewagen und ein Lkw für die Spezialeinheit Verpflegung.
Die Freiwillige Feuerwehr Hombruch wurde im Jahre 1878 als Freiwillige Bürger-Feuerwehr Hombruch gegründet.
- Löschzug 17 Persebeck

Der Löschzug 17 in Persebeck gehört zur Bezirkseinheit 3 (West) und besetzt im Einsatzfall ein LF 8/6, ELW 1 und ein LF 16-TS. Vor allem das LF 16-TS, bedingt durch die zwei Pumpen und 30 B-Druckschläuchen, ist Bestandteil der SE-Löschwasserversorgung Süd, aber auch das LF 8/6 wird bei einem Alarm für diese Aufgabe genutzt.
- Löschzug 18 Oespel/Kley

Der Löschzug 18 in Oespel gehört zur Bezirkseinheit 3 (West) und besetzt im Einsatzfall ein HLF 20/16 und einen Dekon-Lkw P. Zusätzlich wird ein LF-L mit DekonV Komponente den Fuhrpark ergänzen, auch der LZ 18 wird bei jedem Einsatz TH_ABC_2+2 stadtweit mitalarmiert, zusammen mit dem LZ 11 und der zuständigen FF.
Im Jahr 1875 beginnt die Geschichte des Löschzuges Oespel-Kley, das erste Feuerwehrhaus war bis 1944 „Auf der Linnert“ neben der evangelischen Kirche. Das Feuerwehrhaus wurde jedoch bedingt durch die Bombenangriffe im Zweiten Weltkrieg zerstört. Bis 1975 war der Löschzug am Oespler Markt untergebracht und konnte 1975 sein jetziges Feuerwehrhaus an der Kleybredde beziehen.
Der Löschzug 18 wurde mit der Sonderaufgabe Dekontamination beauftragt, dafür haben sie aus Beständen des Katastrophenschutzes einen Lkw Dekon-P erhalten, bis zu diesem Zeitpunkt verfügte der Löschzug 18 über ein LF 16/12 und ein LF 16-TS. Das LF 16-TS wurde an dem Löschzug 19 übergeben, wodurch ein älteres Fahrzeug ersetzt werden konnte. Als Ergänzung für den Lkw Dekon-P wurde ein Löschgruppenfahrzeug Logistik angeschafft.
- Löschzug 19 Lütgendortmund

Der Löschzug 19 in Lütgendortmund gehört zur Bezirkseinheit 3 und besetzt im Einsatzfall ein HLF20, ein LF20KatS, ein Kleineinsatzfahrzeug, einen ABC-Erkunder und einen RW1. Der Löschzug 19 ist in seinem Ausrückebezirk für First Responder Einsätze vorgesehen. Zum Löschzug 19 gehört auch eine Jugendfeuerwehr.
- Löschzug 20 Nette

Der Löschzug 20 in Nette gehört zur Bezirkseinheit 4 (Nord) und besetzt im Einsatzfall ein HLF 20 (ehem. LF 16/12) und ein LF-L. Der LZ 20 bildet zusammen mit dem LZ 22 die Spezialeinheit Löschwasserversorgung Nord (SE-LW-Nord).
- Löschzug 21 Bodelschwingh

Seit 1820, Bodelschwingh gehörte damals noch wie u. a. auch Mengede zur Bürgermeisterei Castrop, sind Belege über den Kauf von Feuerschutzgerätschaften und Spritzenhäusern zum Aufbau einer Pflichtfeuerwehr archiviert. Im Jahr 1824 erhält Bodelschwingh die erste Spritze, im Herbst 1827 wir das erste Spritzenhaus fertiggestellt. Als 1900 die Feuerwehr der Zeche Westhausen gegründet wird, zählt Bodelschwingh bereits 1200 Einwohner. Im Jahr 1913 wird der Chef der Zechenfeuerwehr zum Brandmeister der Gemeinde benannt. Im Brandfall rückte nun einzig die Freiwillige Zechenfeuerwehr aus. Dieser wird die 1933 gegründete Löschgruppe Bodelschwingh zur Sicherung des Werkluftschutzes und Übernahme von Aufgaben der Feuerwehr zur Seite gestellt. Kurz nach dem Einmarsch der Alliierten nimmt sie die Feuerwehrtätigkeit wieder auf und wächst in den 1960er Jahren über die Sollstärke einer Gruppe zum Löschzug Bodelschwingh.
Der Löschzug 21 gehört zur Bezirkseinheit 3 (West) und besetzt im Einsatzfall ein HLF 20, ein LF 20 KatS sowie ein Mannschaftstransportfahrzeug. Zudem rückt dieser Löschzug als First Responder aus.
- Löschzug 22 Mengede

Der Löschzug 22 in Mengede gehört zur Bezirkseinheit 4 (Nord) und besetzt im Einsatzfall ein TLF 16/25, einen RW 1, ein WLF mit AB-Schlauch und ein ELW (Führungsfahrzeug für die SE-Löschwasserversorgung). Gemeinsam mit dem LZ 20 bildet der LZ 22 die SE-Löschwasserversorgung Nord. Des Weiteren verfügt der LZ 22 über einen Feldkochherd, der derzeit jedoch nicht in zur Einsatzplanung gehört und somit nicht im Einsatzgeschehen eingebunden ist.
- Löschzug 23 Groppenbruch

Der Löschzug 23 in Groppenbruch gehört zur Bezirkseinheit 4 (Nord) und besetzt im Einsatzfall ein LF 8/6, ein LF-Logistik und einen Kommandowagen (KdoW). Der LZ 23 ist Bestandteil der Komponente Dekontamination. Das Löschfahrzeug-Logistik (LF-L) ist mit der Zusatzbeladung Dekon-P und Dekon-G ausgestattet.
- Löschzug 24 Asseln

Der Löschzug 24 in Asseln gehört zur Bezirkseinheit 1 (Ost) und besetzt im Einsatzfall ein TLF 16/25, einen RW 1, ein LF-L und ein MTF. Genauso wie der Löschzug 23 ist der Löschzug 24 in die Aufgabe Dekontamination eingebunden, hierfür steht das im Jahr 2008 angeschaffte LF-L zur Verfügung.
- Löschzug 25 Eving/Brechten

Der Löschzug 25 Eving/Brechten gehört zur Bezirkseinheit 4 (Nord) und besetzt im Einsatzfall ein HLF 20/18 (welches im Januar 2017 übernommen wurde und zuvor auf der Feuerwache 1 in Dienst war), ein LF 16/12 (nach Norm LF 16) und ein WLF mit AB-ManV. Neben dem Ortsteil Eving, hat der Löschzug 25 auch viele Kräfte aus Brechten deshalb der Doppelname Eving/Brechten. Das WLF mit dem AB-BHP1 wird durch den Löschzug 25 zur Einsatzstelle bewegt und vor Ort durch diesen und dem Löschzug 14 betreut.
Dem jüngsten Löschzug der Freiwilligen Feuerwehr Dortmund wurde die Gründungsurkunde offiziell am 29. Juni 1996 übergeben. Seither ist der Löschzug auf dem Gelände der Feuerwache 2 untergebracht. Zurzeit ist der Zug 28 Mann stark. Die provisorische Unterbringung in fünf nebeneinander gestellten Containern ist mittlerweile beendet. Der Löschzug konnte mittlerweile sein neues Feuerwehrhaus rechts neben der Feuer- und Rettungswache 2 beziehen und eine Jugendfeuerwehr gründen.
- Löschzug 26 Lanstrop

Der Löschzug 26 in Lanstrop gehört zur Bezirkseinheit 1 (Ost) und besetzt im Einsatzfall ein LF 8/6, und ein Gerätewagen. Der Löschzug 26 ist in demselben Feuerwehrhaus untergebracht, das im Jahr 1962 von der Feuerwache 6 in einem ehemaligen Gemeindehaus bezogen wurde. Auch dieser Löschzug bildet eine First-Responder Einheit. Früher wurde dieser Löschzug auch als LZ 6 bezeichnet. Auf dem LF 8/6 wird die Ersthelfer-Ausrüstung und ein Rüstsatz vorgehalten. Der LZ 26 wurde 1987 gegründet.
- Löschzug 27 Lichtendorf

Der Löschzug 27 in Lichtendorf gehört zur Bezirkseinheit 1 (Ost) und besetzt im Einsatzfall ein HLF 16/14(nach Norm LF 16/12), ein LF 20 des Katastrophenschutzes mit Tragkraftspritze (LF 16-TS) und ein MTF. Ursprünglich wurde er auch als Löschzug 7 Lichtendorf bezeichnet.
- Löschzug 28 Holzen

Der Löschzug 28 in Holzen gehört zur Bezirkseinheit 2 (Süd) und besetzt im Einsatzfall ein HLF 16/16 (nach Norm LF 16/12), eine DLK 23-12, ein TLF 16/25 und ein Gerätewagen. Ursprünglich auch als Löschzug 8 Holzen bezeichnet, eine Umbenennung erfolgte in den 1990ern.
- Löschzug 29 Deusen/Mitte

Der Löschzug 29 in Deusen gehört zur Bezirkseinheit 4 (Nord) und besetzt im Einsatzfall ein HLF 20/18 und ein HLF 16/16 (LF 16/12 mit 1600-Liter-Tank). Als Wechselbeladung kann die Tragkraftspritze gegen ein Wechselschlitten mit Stromerzeuger, Scheinwerfer mit Stativ, Leitungstrommeln und elektrische Winkel- und Trennschleifmaschine ausgetauscht werden. Als Zusatzbeladung wurde eine Motorkettensäge, Ölbindemittel und eine Tauchpumpe verlastet.
Der Löschzug 29 ist mit einem Schnitt von 150 bis 190 Alarmierungen im Jahr die am häufigsten alarmierte Einheit der Freiwilligen Feuerwehr in Dortmund. Dies liegt unter anderem daran, dass sie für die Innenstadt zuständig sind. Der Löschzug 29 unterhält zusätzlich auch noch eine Jugendfeuerwehr.
Der Löschzug 29, wurde bis vor einiger Zeit in den 1990ern noch als Löschzug 10 Deusen oder Mitte bezeichnet, da er an der alten Feuerwache 10, dem heutigen Hafenstützpunkt untergebracht war. Im Jahr 2001 konnte der Löschzug 29 ein neues Feuerwehrhaus beziehen.
Gegründet wurde der heutige Löschzug 29 Deusen als Löschzug Dortmund-Mitte und bestand zu Beginn ausschließlich aus Schornsteinfegern. Dies ist darauf zurückzuführen, dass das Schornsteinfegergesetz vorschreibt, dass Schornsteinfeger Mitglied in einer Freiwilligen Feuerwehr sein sollen.
- Löschzug 30 Flughafen

Der Löschzug 30 besetzt die Fahrzeuge der Flughafenfeuerwehrwache 7. Die Mitglieder bestehen neben den Beamten der Feuerwache 7 noch zusätzlich aus freiwilligen Feuerwehrleuten, die im Nahbereich der Wache als Flugzeugabfertiger am Dortmund Airport 21 arbeiten. Somit sind während der Betriebszeiten am Dortmund Airport ständig 5 Berufsfeuerwehrmänner und 6 Mitarbeiter aus dem Bodenverkehrsdienst als Freiwillige Feuerwehrmänner im Dienst.
Hierbei handelt es sich um einen Alarmlöschzug, welcher innerhalb der vorgeschriebenen Fristen ausrückt.
- Reserve- und zbV-Fahrzeuge für die FF

Der Freiwilligen Feuerwehr stehen darüber hinaus einige Reservefahrzeuge (so dass jeder LZ immer über mind. ein wasserführendes Fahrzeug verfügt), sowie einige Sonderfahrzeuge zur Verfügung. Hauptsächlich von der Feuerwehrschule genutzt werden ein HLF 16/12 und ein LF 16-TS, die bei Bedarf ebenso von der FF eingesetzt werden können (auch Personal das aus dem Dienstfrei alarmiert besetzt diese Fahrzeuge bei Bedarf). Auf das LF 16-TS sowie einigen Pkw und MTF kann bei Bedarf, vor allem bei vorplanbaren Ereignissen wie Großveranstaltungen (Bsp. die WM 2006, Demonstrationen, Marathonlauf etc.), Silvester, Übungen und überörtlicher Hilfe zurückgegriffen werden, so dass der Grundschutz sichergestellt oder verstärkt werden kann.

### Jugendfeuerwehr
In den Löschzügen 11, 12, 13, 14, 15, 17, 18, 19, 20, 21, 22, 23, 24, 25, 26, 27, 28 und 29 existieren Jugendfeuerwehren, die allgemeine Jugendarbeit und Förderung des Brandschutzes betreiben und Kinder und Jugendliche an die Arbeit der Freiwilligen Feuerwehr heranführen. Die Jugendfeuerwehr stellt einen wichtigen Teil der Zukunftssicherung der Freiwilligen Feuerwehr dar. Für Dienstveranstaltung wird auf die Fahrzeuge im Löschzug zurückgegriffen, für Ausflüge, Wettkämpfe und Ferienfreizeiten besteht ein Pool von Mannschaftstransportfahrzeugen (MTF) und Anhängern, die von der Berufsfeuerwehr verwaltet werden und von den Jugendfeuerwehren gebucht werden. Es handelt sich dabei um dieselben Fahrzeuge auf die auch die FF zurückgreifen kann. Es sind ca. 260 Jungen und Mädchen in den einzelnen Jugendfeuerwehren aktiv.

## Rettungsdienst

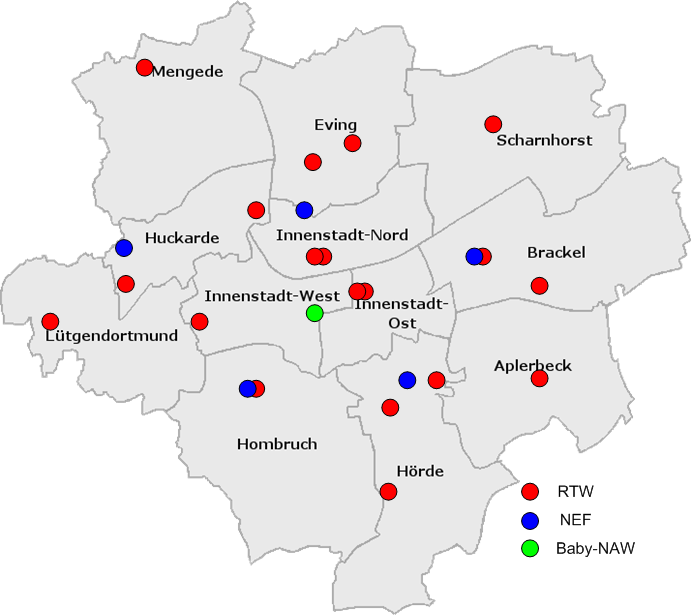
Verteilung der Rettungsmittel im Stadtgebiet

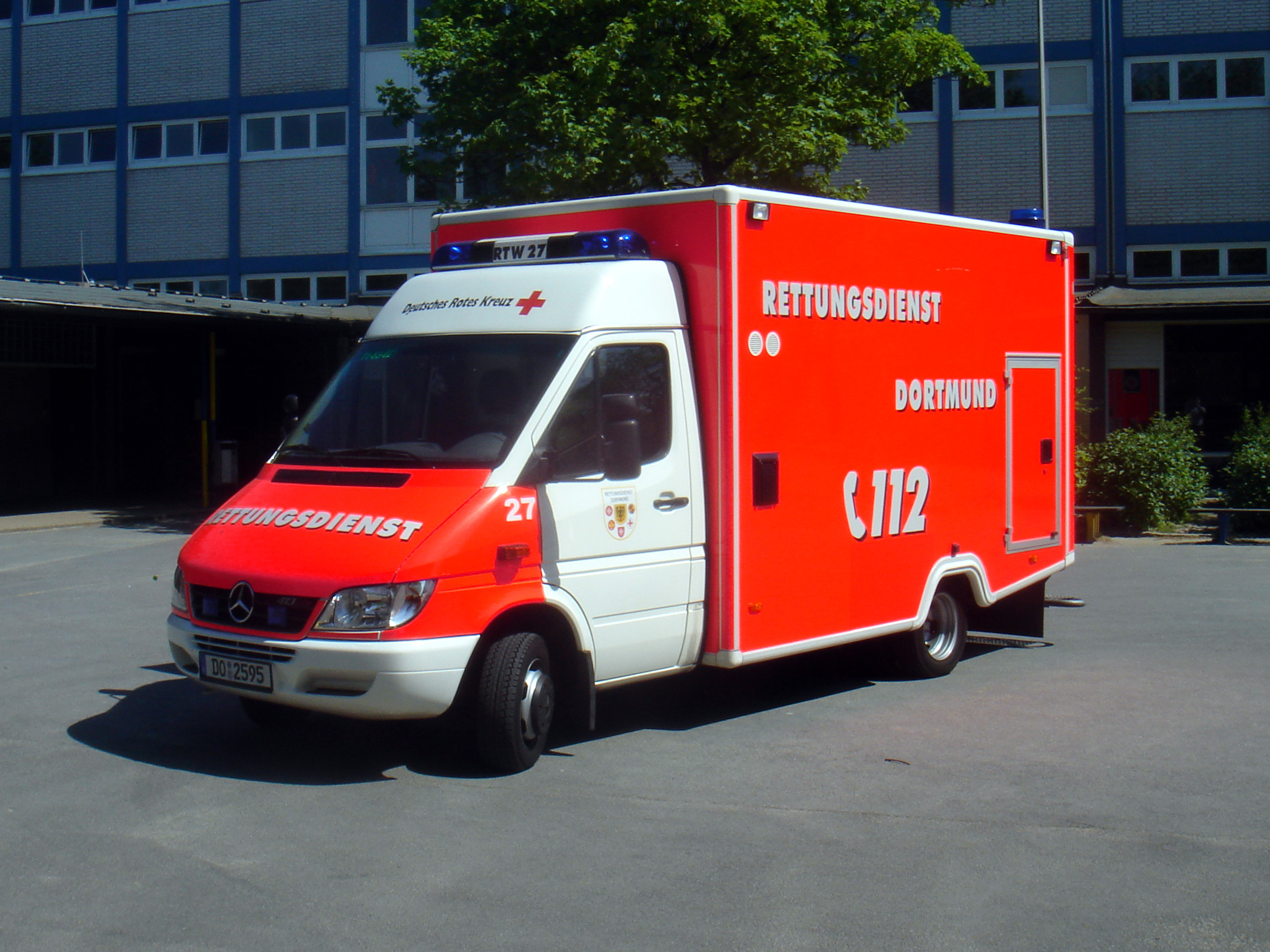
Rettungswagen mit neuer Lackierung

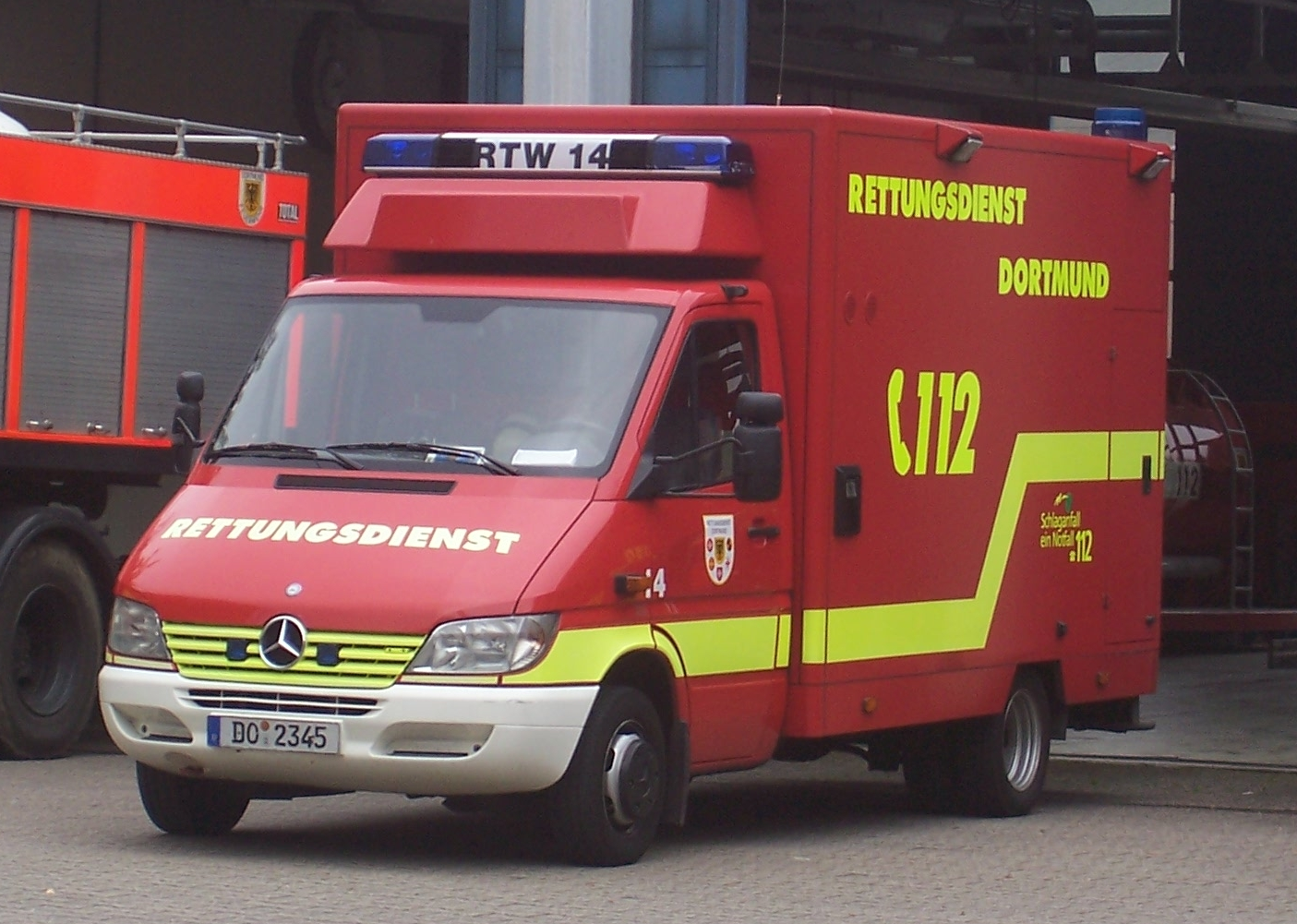
Rettungswagen mit alter Lackierung

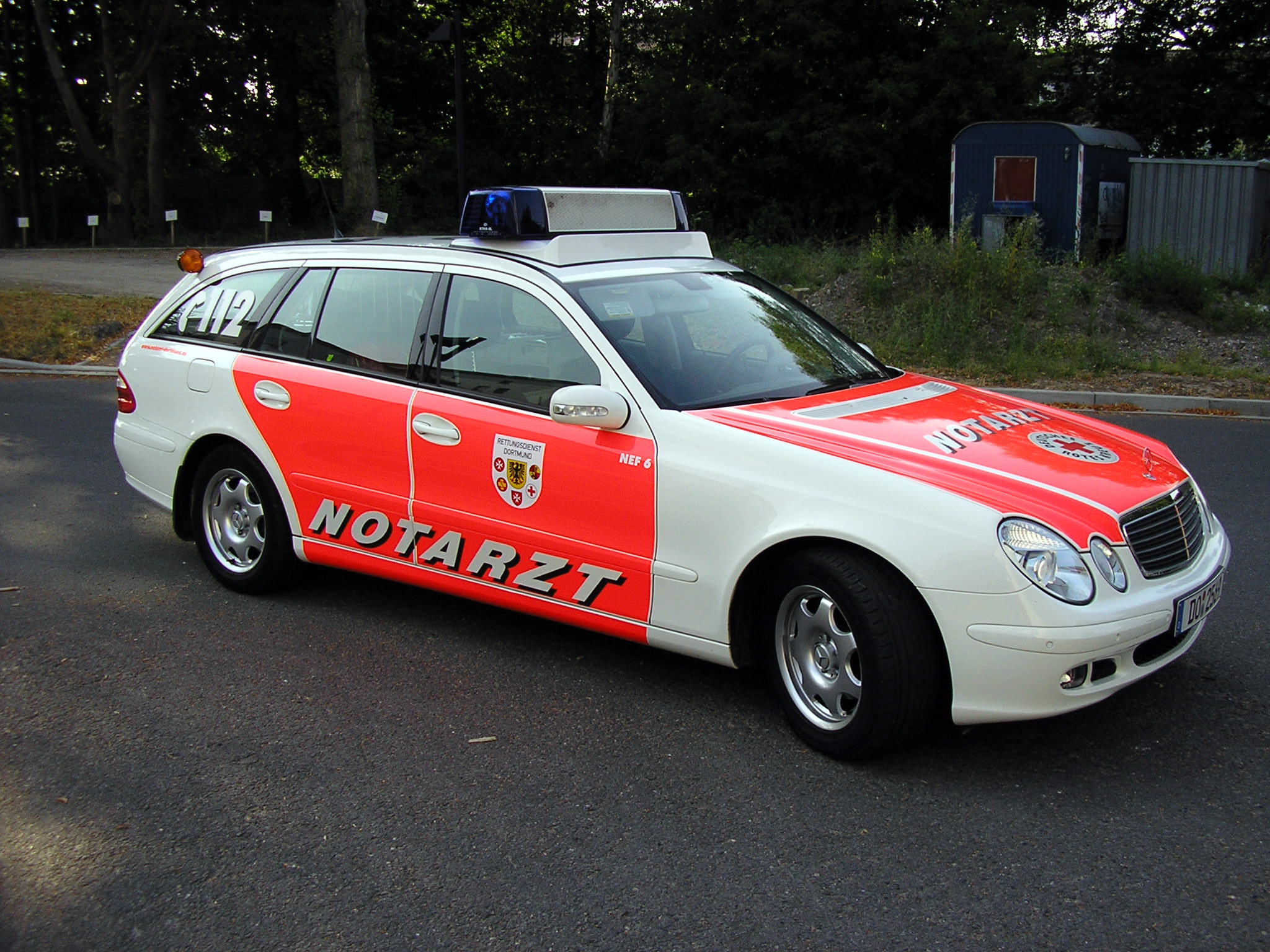
Notarzteinsatzfahrzeug

Der Rettungsdienst in Dortmund ist – in Analogie zu den Wachen der Berufsfeuerwehr – in 9 Einsatzbereiche aufgeteilt. Die einzelnen Einsatzbereiche sind durchnummeriert: die 1 steht für Mitte, die 2 für Nord, die 3 für Ost, die 4 für Süd, die 5 für West, die 6 für Nordost, die 7 für Südost, die 8 für Südwest und die 9 für Nordwest. Die Rettungswagen (RTW) und Notarzteinsatzfahrzeuge (NEF) sind alle 24 Stunden täglich im Einsatz. Die Besetzung der Krankentransportwagen (KTW) erfolgt dagegen tageszeitenabhängig. Die Stadt Dortmund liegt im Einsatzgebiet des Rettungshubschraubers (RTH) Christoph 8. Der RTH ist in Lünen (Kreis Unna) am St. Marienhospital stationiert. Die Piloten sowie die Rettungsassistenten stellt der ADAC und die Ärzte sind Mitarbeiter des Marienhospitals. Am Flughafen Dortmund ist der vom TEAM DRF betriebene Intensivtransporthubschrauber Christoph Dortmund beheimatet, der über die Leitstelle Dortmund geführt wird, und ggf. auch zur Primärrettung angefordert werden kann.
Neben der Berufsfeuerwehr sind seit den 1980er Jahren die Hilfsorganisationen Arbeiter-Samariter-Bund, Deutsches Rotes Kreuz, Johanniter-Unfall-Hilfe und Malteser Hilfsdienst e. V. am Rettungsdienst und Krankentransport der Stadt Dortmund beteiligt. Überlegungen den Rettungsdienst komplett an die Hilfsorganisationen abzugeben wurden verworfen, auch unter dem Gesichtspunkt, dass dann die Rettungsassistentenschule der Berufsfeuerwehr hätte geschlossen werden müssen. Seit dem 1. Dezember 2000 wird allerdings der Krankentransport im Auftrag der Stadt ausschließlich von den Hilfsorganisationen durchgeführt. Das private Unternehmen K&G Taxi – Krankentransport und Dienstleistungs GmbH (Firmierung ab Januar 2020: Falck Notfallrettung und Krankentransport Dortmund GmbH) und Reinoldus Rettungsdienst gGmbH ist seit dem 1. Dezember 2004 mit einem eigenen RTW und seit Anfang 2008 auch mit einem KTW im Dienst.
In Dortmund werden alle NEF, RTW und KTW von der Stadt beschafft und den Hilfsorganisationen zur Verfügung gestellt. Die einheitlich ausgerüsteten Einsatzfahrzeuge garantieren den gleichen Standard überall in Dortmund. In Dortmund werden keine Notarztwagen (NAW) mehr eingesetzt, so dass ausschließlich im Rendezvous-System gearbeitet wird. Eine Ausnahme bildete bis Anfang 2009 der Baby-Notarztwagen des Deutschen Roten Kreuzes, der seit 1996 an der Kinderklinik in Dortmund-Mitte stationiert war. Er war in den kommunalen Rettungsdienst eingebunden, wurde aber privat betrieben. Dieser wurde mittlerweile durch ein Baby-NEF ersetzt und wird weiterhin vom DRK betrieben, bis ein neues Fahrzeug durch die Berufsfeuerwehr Dortmund beschafft wird.
Die Eintreffzeiten der Rettungswagen sollen bei fünf bis acht Minuten liegen. Um diese Vorgabe innerhalb des gesamten Stadtgebiets zu erreichen, wurde ein First Responder-Systems etabliert. Löschfahrzeuge der im Einsatzbereich liegenden Feuerwachen fahren als Erstversorgungseinheit zum Einsatzort. An dem First Responder-System sind Berufsfeuerwehr und Freiwillige Feuerwehr gleichermaßen beteiligt.
Zum erweiterten Rettungsdienst gehört die vom DRK eingerichtete Sondereinsatzgruppe (SEG) Rettungsdienst. Sie wird bei Einsätzen, welche das Maß der Regelrettung von 10 Verletzten oder Erkrankten überschreitet, alarmiert. Die SEG ist fester Bestandteil der Alarm- und Ausrückeordnung (AAO) und in der Lage, eine qualifizierte Patientenablage für Schwerverletzte und -erkrankte (der Kategorie I und II) einzurichten und zu betreiben. Ihr stehen neben mehreren Führungsfahrzeugen (ELW 1), zwei spezielle Gerätewagen GW-Rett, ein Mannschaftstransportfahrzeug (MTF) und diverse organisationseigene Rettungswagen zur Verfügung. Das Personal rekrutiert sich aus ehren- und hauptamtlichen Rettungsassistenten und -sanitätern des DRK Dortmund sowie einem Pool aus Notärztinnen und Notärzten. Die Alarmierung der Kerngruppe (bestehend aus ca. 30 Kräften) erfolgt über digitale Funkmeldeempfänger (DME) und gewährleistet in der Regel ein Ausrücken des ersten Fahrzeugs nach 10-15 Minuten. Bei personalintensiven Einsätzen wird zusätzlich nach Ausfahrt des ersten GW-Rett die Unterstützungsgruppe über SMS alarmiert. Diese Verfahrensweise der Alarmierung verhindert, dass beispielsweise bei vorsorglichen Bestellungen ein großer Pool an Personal unnötig benachrichtigt wird.

## Katastrophenschutz
Die Feuerwehr Dortmund ist als unterste Katastrophenschutzbehörde Träger des Katastrophenschutzes in Dortmund. Beteiligt am Katastrophenschutz sind Arbeiter-Samariter-Bund, Deutsches Rotes Kreuz, Johanniter-Unfall-Hilfe und der Malteser-Hilfsdienst. Weitere Organisationen die in Dortmund Katastrophenschutz stellen, jedoch nicht zum Katastrophenschutz der Stadt Dortmund gehören, sind das Technische Hilfswerk (THW) und die Deutsche Lebens-Rettungs-Gesellschaft (DLRG).
In Dortmund werden Einsatzeinheiten nach der Vorgabe des Landes vorgehalten und von den Hilfsorganisationen betrieben, insgesamt stehen 7 Einsatzeinheiten zur Verfügung. Vom DRK werden insgesamt drei, vom ASB zwei und von der JUH und dem MHD je eine Einsatzeinheit gestellt. Der MHD stellt zusätzlich noch eine Überhang-Sanitätsgruppe, die nicht in eine der kompletten Einsatzeinheiten eingebunden ist.
Jeweils ein GW-San des Landes NRW ist bei MHD und JUH stationiert. Zusammen mit weiteren Gruppen aus verschiedenen Einsatzeinheiten (in Summe etwa dem Potenzial von zwei kompletten Einheiten) und dem AB-BHP2 des Landes NRW stellen sie einen BHP 50 nach Vorgaben der AGBF-NRW.
Als untere Katastrophenschutzbehörde ist die Feuerwehr Dortmund dem Regierungsbezirk Arnsberg unterstellt, der die mittlere Katastrophenschutzbehörde stellt. Die Feuerwehr Dortmund bildet den Meldekopf für die vorgeplante überörtliche Hilfe des Bezirks Arnsberg und zusammen mit dem Ennepe-Ruhr-Kreis den Verband 3. Da die Feuerwehr Dortmund über einen ELW 3 verfügt hat sie auch die Verbandsführung für Dortmund und den Ennepe-Ruhr-Kreis übernommen.

## Notfallseelsorge
Die Notfallseelsorge zählt zu den neuesten Entwicklungen der Feuerwehr Dortmund. Mit ihrer Einrichtung im Jahr 1994 schafften es die „Väter der Seele“, zwei bis dahin unabhängig voneinander aktive Bemühungen zu bündeln. So hatte die Berufsfeuerwehr schon seit längerer Zeit das Ziel verfolgt, die Notfallseelsorge als festen Bestand der Rettungsarbeiten zu etablieren, die Kirche trug sich mit der Idee, einen mobilen Seelsorge-Dienst einzurichten.
Im Jahr 1994 erhielt Gerrit Funke, Pfarrer und Fachberater bei der Feuerwehr in Dortmund den Arbeitsauftrag, sich um die Installierung einer Notfallseelsorge in Dortmund zu kümmern. Von Anfang an ging es darum zwei zentrale Leistungen in den Blick zu nehmen. Zum einen den Aufbau einer Seelsorgerufbereitschaft, die über die Einsatzleitstelle der Feuerwehr bei bestimmten Indikationen zur Unterstützung des Rettungsdienstes alarmiert werden kann. Zu diesen Notfällen mit besonderen Schicksalsschlägen gehören unter anderem ein plötzlicher Sterbefall, die Übermittlung von Todesnachrichten und Suiziddrohungen. Zum anderen sollte der Feuerwehr ein kirchlicher Ansprechpartner für Einsatznachgespräche sowie Aus- und Fortbildungen zur Thematik zur Verfügung stehen.
Seit ihrer Gründung hat sich diese Zusammenarbeit der Feuerwehr Dortmund mit einem kirchlich legitimierten Seelsorger vielfach bewährt.
Nachdem Gerrit Funke im Jahr 2010 in den Ruhestand gegangen ist, ist – seit 2018 in einer eigens geschaffenen Pfarrstelle – Pfarrer Hendrik Münz sein Nachfolger, der zugleich als Gruppenführer und Rettungshelfer der Einsatzabteilung des Löschzuges Berghofen der Freiwilligen Feuerwehr Dortmund angehört. Auch er ist ausgebildet zum Feuerwehrfachberater Seelsorge und verfügt zudem über eine Ausbildung für Einsatznachsorge (CISM) und eine in Klinischer Seelsorge (KSA) sowie über diverse Ausbildungen im Bereich Notfallseelsorge und ist auch Fachberater für Psychotraumatologie (DIPT).
Er koordiniert den Einsatz der Pfarrer und Pfarrerinnen sowie der Ehrenamtlichen, die dafür sorgen, dass die Leitstelle der Feuerwehr Dortmund rund um die Uhr psychosoziale Akuthilfe entsenden kann. Außerdem wirkt er selber in der Rufbereitschaft mit, gehört dem PSU-Team der Feuerwehr Dortmund an und ist für besonders komplizierte Einsätze im Bereich der PSNV-B zuständig, welche eine feuerwehrtechnische Ausbildung erfordern. Zudem ist er Seelsorger für die Einsatzkräfte und Berater der Feuerwehr in allen Fragen, welche die Seelsorge betreffen, bei Bedarf auch in der Einsatzleitung oder in den Stäben.
Feuerwehrseelsorger Hendrik Münz ist im Bereich der Psychosozialen Notfallversorgung zudem über die Stadtgrenzen hinaus aktiv, z. B. als Vorsitzender des Fachausschusses PSU/PSNV (2020 bis 2024) sowie Fachberater Feuerwehrseelsorge des VdF NRW, Vorsitzender der Landeskonferenz für Notfallseelsorge und Seelsorge in Feuerwehr und Rettungsdienst in der Ev. Kirche von Westfalen, Sprecher der Regionalkonferenz Hellweg für Notfallseelsorge und Seelsorge in Feuerwehr und Rettungsdienst in der Ev. Kirche von Westfalen, als Gastdozent am Institut der Feuerwehr Nordrhein-Westfalen und als Dozent in der Aus- und Fortbildung der Notfallseelsorgerinnen und Notfallseelsorger in Westfalen. In den Gebäuden des Ausbildungszentrums der Feuerwehr Dortmund war von 2017 bis 2019 das „Notfallseelsorge-Ausbildungszentrum Ruhr“ beheimatet, wo jährlich neue Notfallseelsorgerinnen und Notfallseelsorger für die Region ausgebildet wurden.